# David Guetta/Auszeichnungen für Musikverkäufe

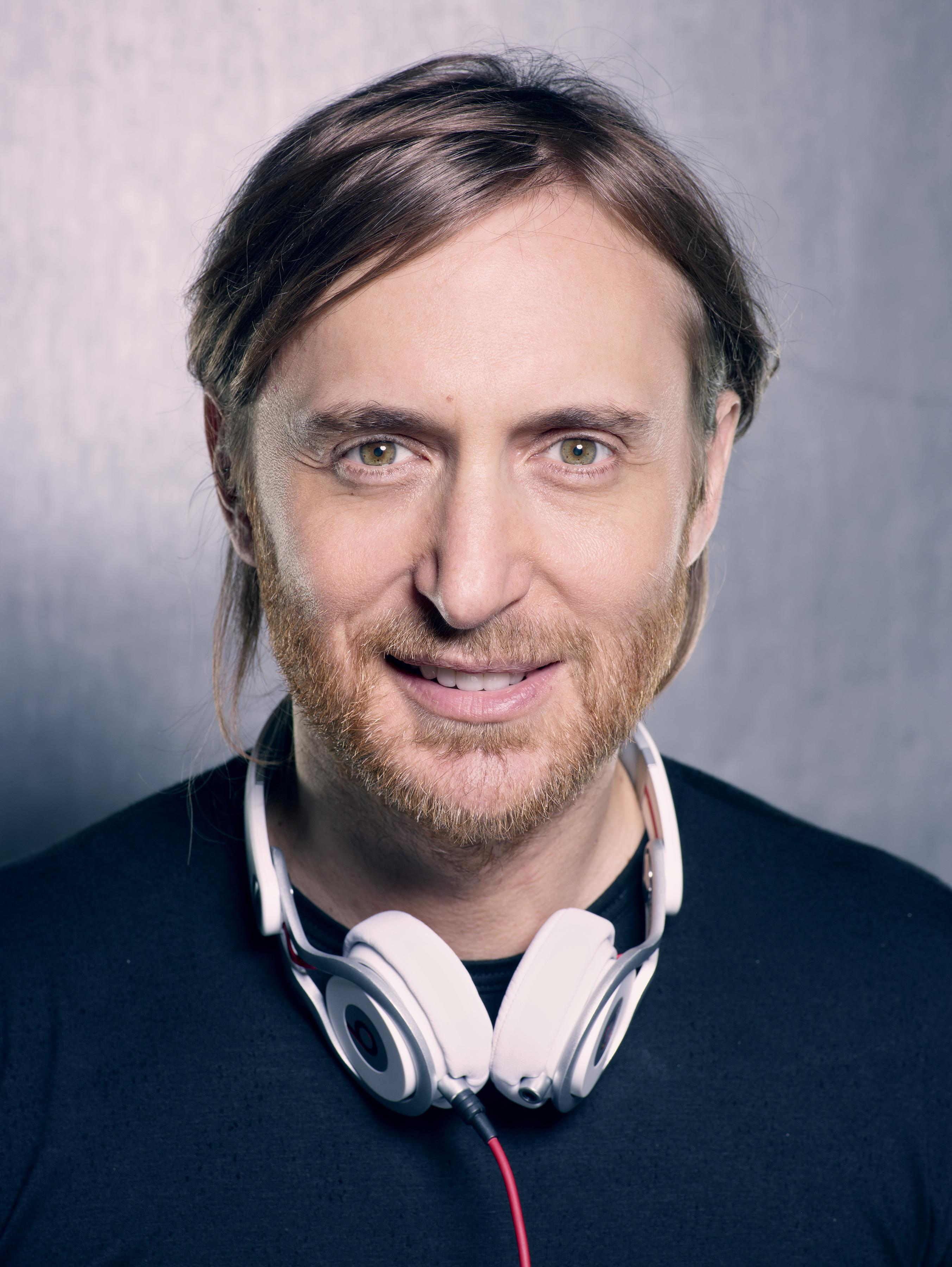
David Guetta (2013)

Dies ist eine Übersicht über die Auszeichnungen für Musikverkäufe des französischen DJ David Guetta. Die Auszeichnungen finden sich nach ihrer Art (Gold, Platin usw.), nach Staaten getrennt in chronologischer Reihenfolge, geordnet sowie nach den Tonträgern selbst, ebenfalls in chronologischer Reihenfolge, getrennt nach Medium (Alben, Singles usw.), wieder.

## Auszeichnungen
| - Frankreich - 2007: für die Single Love is Gone - Vereinigtes Königreich - 2013: für die Autorenbeteiligung Rock That Body (The Black Eyed Peas) - 2013: für die Autorenbeteiligung Acapella (Kelis) - 2018: für die Single Dirty Sexy Money - 2020: für die Single Say My Name - 2020: für die Single Stay (Don’t Go Away) - 2023: für die Single Love is Gone - 2024: für die Single Love Don’t Let Me Go - 2024: für die Single When We Were Young (The Logical Song) - 2025: für die Single Cry Baby - Australien - 2012: für die Single I Can Only Imagine - 2015: für das Album Listen - 2015: für die Single What I Did For Love - 2018: für die Single So Far Away - 2021: für die Single Laserlight - Belgien - 2002: für die Single Love Don’t Let Me Go - 2007: für das Album Pop Life - 2009: für die Single When Love Takes Over - 2011: für die Single Who’s That Chick - 2011: für die Single Sweat - 2011: für die Single Where Them Girls At - 2011: für die Single Without You - 2011: für die Single Club Can’t Handle Me - 2012: für die Single Little Bad Girl - 2012: für die Single She Wolf (Falling to Pieces) - 2013: für die Autorenbeteiligung/Produktion Don’t Wake Me Up (Chris Brown) - 2013: für die Single Play Hard - 2015: für die Single Dangerous - 2015: für die Autorenbeteiligung One Last Time (Ariana Grande) - 2016: für die Single Bang My Head - 2018: für die Single So Far Away - 2018: für die Single Flames - 2019: für die Single Say My Name - 2019: für die Single Don’t Leave Me Alone - 2021: für die Single Let’s Love - Brasilien - 2015: für das Album Listen - 2024: für die Single She Wolf (Falling to Pieces) - 2024: für die Single Sweat - 2024: für die Autorenbeteiligung Rock That Body (The Black Eyed Peas) - Dänemark - 2011: für die Single Sweat - 2011: für die Single Without You - 2011: für das Streaming Sweat - 2013: für das Streaming Sexy Bitch - 2013: für das Streaming Right Now - 2013: für die Single She Wolf (Falling to Pieces) - 2013: für die Single Play Hard - 2014: für das Streaming Shot Me Down - 2014: für die Autorenbeteiligung/Produktion Don’t Wake Me Up (Chris Brown) - 2016: für die Single Bang My Head - 2017: für die Single Shed a Light - 2020: für die Single Mad Love - 2022: für die Single Club Can’t Handle Me - 2023: für die Single Heartbreak Anthem - 2023: für die Single Who’s That Chick - 2024: für die Single Baby Don’t Hurt Me - 2024: für die Single Crazy What Love Can Do - 2024: für das Album 7 - Deutschland - 2011: für die Single Gettin’ Over You - 2011: für die Single Who’s That Chick - 2012: für die Single Without You - 2012: für die Single Little Bad Girl - 2013: für die Single She Wolf (Falling to Pieces) - 2016: für die Single This One’s for You - 2017: für die Single Shot Me Down - 2017: für die Single Turn Me On - 2017: für die Single Bang My Head - 2018: für die Single What I Did For Love - 2018: für die Single Mad Love - 2019: für die Single Like I Do - 2019: für die Autorenbeteiligung One Last Time (Ariana Grande) - 2019: für die Single Say My Name - 2022: für die Single Bed - 2023: für die Single Complicated - 2023: für die Single Instagram - 2023: für die Single Crazy What Love Can Do - 2024: für die Single Baby Don’t Hurt Me - 2024: für die Single I Don’t Wanna Wait - Finnland - 2009: für die Single Sexy Bitch - 2010: für die Single Who’s That Chick - 2011: für die Single Sweat - 2011: für das Album Nothing but the Beat - 2011: für die Single Titanium - Frankreich - 2002: für die Single Love Don’t Let Me Go - 2006: für das Album F*** Me, I’m Famous: Ibiza Mix 06 - 2008: für das Album F*** Me Im Famous: Ibiza Mix 08 – Vol. 4 - 2009: für die Single Baby When The Light - 2009: für die Single When Love Takes Over - 2009: für das Album F*** Me I’m Famous Vol. 5 Ibiza Mix 2009 - 2010: für die Single Memories - 2011: für das Album F*** Me I’m Famous – Ibiza Mix 2011 - 2012: für die Single Titanium - 2013: für die Single She Wolf (Falling to Pieces) - 2013: für die Single Play Hard - 2015: für die Autorenbeteiligung One Last Time (Ariana Grande) - 2017: für die Single Would I Lie to You - 2017: für die Single Shed a Light - 2018: für die Single Dirty Sexy Money - 2018: für die Single So Far Away - 2019: für die Single Don’t Leave Me Alone - 2020: für die Single Instagram - 2020: für die Single Goodbye - 2020: für die Single Little Bad Girl (Instrumental Edit) - 2023: für die Single Bed - 2023: für die Single Stay (Don’t Go Away) - 2024: für die Single Be My Lover - 2024: für die Single Drive - 2025: für die Single Remember - 2025: für die Single Beautiful People - Griechenland - 2023: für die Single Baby Don’t Hurt Me - 2024: für die Single I Don’t Wanna Wait - Irland - 2009: für das Album One Love - Italien - 2011: für die Single Who’s That Chick - 2012: für die Single Turn Me On - 2013: für die Single Just One Last Time - 2013: für die Autorenbeteiligung Rock That Body (The Black Eyed Peas) - 2014: für die Single Shot Me Down - 2015: für das Album Listen - 2015: für die Single What I Did for Love - 2017: für die Single Versace on the Floor - 2018: für die Single Don't Leave Me Alone - 2019: für das Lied Listen - 2019: für die Single Goodbye - 2019: für die Single So Far Away - 2020: für die Single Instagram - 2022: für das Album 7 - 2023: für die Single Heartbreak Anthem - 2023: für die Single Remember - 2024: für die Single I Don’t Wanna Wait - Japan - 2014: für die Single Club Can’t Handle Me (Digital, Januar 2014) - 2014: für die Single Club Can’t Handle Me (Digital, Juni 2014) - 2014: für die Autorenbeteiligung/Produktion I Gotta Feeling (Mobile Downloads, The Black Eyed Peas) - 2019: für die Autorenbeteiligung/Produktion Don’t Wake Me Up (Digital, Chris Brown) - 2019: für die Autorenbeteiligung One Last Time (Digital, Ariana Grande) - Kanada - 2009: für die Single When Love Takes Over - 2009: für die Single Sexy Bitch - 2010: für die Autorenbeteiligung Rock That Body (The Black Eyed Peas) - 2014: für die Single Shot Me Down - 2014: für die Single Bad - 2018: für die Single So Far Away - 2018: für das Album 7 - 2023: für die Single Don’t You Worry - Mexiko - 2011: für die Single Where Them Girls At - 2013: für die Autorenbeteiligung/Produktion Don’t Wake Me Up (Chris Brown) - 2015: für die Single Lovers on the Sun - 2015: für die Single Club Can’t Handle Me - 2016: für das Album Listen - 2019: für die Single Say My Name - Neuseeland - 2009: für die Single When Love Takes Over - 2010: für die Autorenbeteiligung Rock That Body (The Black Eyed Peas) - 2011: für die Single Commander - 2013: für die Single Rest of My Life - 2013: für die Single She Wolf (Falling to Pieces) - 2015: für die Single Bad - 2015: für die Single Lovers on the Sun - 2015: für die Single Shot Me Down - 2015: für die Single Just One Last Time - 2019: für die Single So Far Away - 2019: für die Single Like I Do - 2019: für die Single This One’s for You - 2019: für die Single Don’t Leave Me Alone - 2019: für die Single Goodbye - 2022: für das Album 7 - Niederlande - 2016: für das Album Listen - Norwegen - 2020: für die Single Don’t Leave Me Alone - 2020: für die Single Say My Name - Österreich - 2008: für die Single Love is Gone - 2011: für die Single Who’s That Chick - 2011: für die Single Where Them Girls At - 2012: für die Single Without You - 2012: für die Single Little Bad Girl - 2012: für die Single Turn Me On - 2013: für die Autorenbeteiligung/Produktion Don’t Wake Me Up (Chris Brown) - 2014: für die Single She Wolf (Falling to Pieces) - 2014: für die Single Play Hard - 2014: für die Single Gettin’ Over You - 2015: für die Single Dangerous - 2015: für das Album Listen - 2015: für die Single Lovers on the Sun - 2015: für die Single Shot Me Down - 2015: für die Single Hey Mama - 2016: für die Single This One’s for You - 2017: für die Single 2U - 2017: für die Single Would I Lie to You - 2017: für die Single Shed a Light - 2018: für die Single So Far Away - 2019: für die Single Like I Do - 2019: für die Single Say My Name - 2021: für die Single Floating Through Space - 2022: für die Single If You Really Love Me (How Will I Know) - 2022: für die Single Heartbreak Anthem - 2023: für die Single Goodbye - Polen - 2012: für das Album Nothing but the Beat - 2019: für die Single Goodbye - 2019: für das Album 7 - 2021: für die Single Shed a Light - 2021: für die Single Your Love - 2022: für die Single Bad - 2022: für die Single So Far Away - 2024: für die Single Satisfaction - 2024: für die Single Be My Lover - Portugal - 2010: für das Album One Love - 2020: für die Autorenbeteiligung/Produktion One Last Time (Ariana Grande) - 2021: für die Single Memories - 2021: für die Single Bed - 2022: für die Single Instagram - 2022: für die Single Remember - 2022: für die Single Heartbreak Anthem - 2022: für die Single Let’s Love - 2024: für die Single I Don’t Wanna Wait - Russland - 2010: für das Album One Love - 2011: für das Album Nothing but the Beat - Schweden - 2011: für die Single When Love Takes Over - 2011: für die Single Where Them Girls At - 2015: für die Single What I Did for Love - 2017: für die Single Complicated - 2023: für die Single On My Love - Schweiz - 2009: für die Single Love is Gone - 2011: für die Single Little Bad Girl - 2013: für die Single Play Hard - 2014: für die Single Dangerous - 2016: für die Single Bang My Head - 2016: für die Single This One’s for You - 2018: für die Single Flames - 2019: für die Single Instagram - 2022: für die Autorenbeteiligung One Last Time (Ariana Grande) - 2023: für die Single Don’t You Worry - 2024: für die Single I Don’t Wanna Wait - 2024: für die Single Bed - 2025: für die Single Forever Young - Singapur - 2019: für das Album 7 - 2019: für das Album Listen - Spanien - 2010: für die Single Gettin’ Over You - 2011: für die Single Who’s That Chick - 2011: für die Single Where Them Girls At - 2013: für das Streaming Play Hard - 2014: für das Streaming Shot Me Down - 2015: für das Album Listen - 2017: für die Single Shed A Light - 2023: für die Single Goodbye - 2024: für die Single Bed - 2024: für die Single Crazy What Love Can Do - 2024: für die Single Heartbreak Anthem - 2024: für die Single Like I Do - 2024: für die Single Love Tonight (David Guetta Remix) - 2024: für die Single Remember - 2024: für die Single She Wolf (Falling to Pieces) - 2024: für die Single So Far Away - 2024: für die Single Without You - 2024: für die Single Shot Me Down - 2024: für die Single Vocation - 2024: für das Lied Vibra - 2024: für die Single When We Were Young (The Logical Song) - 2025: für die Single Satisfaction - Ungarn - 2012: für das Album Nothing but the Beat - 2024: für die Autorenbeteiligung One Last Time (Ariana Grande) - Venezuela - 2011: für das Album Nothing but the Beat - Vereinigte Staaten - 2013: für das Album Nothing but the Beat - 2015: für die Single Right Now - 2016: für das Album Listen - 2018: für die Single Bang My Head - 2020: für die Single So Far Away - 2021: für das Album 7 - 2022: für die Single Heartbreak Anthem - 2022: für die Single Goodbye - 2023: für die Single Don’t Leave Me Alone - 2023: für die Single Like I Do - 2023: für die Single This One’s for You - 2023: für die Single Remember - Vereinigtes Königreich - 2013: für das Album Nothing but the Beat Ultimate - 2018: für die Single This One’s For You - 2018: für die Single Bad - 2019: für die Single Shed a Light - 2019: für die Single Commander - 2019: für das Album 7 - 2020: für die Single Little Bad Girl - 2021: für die Single Mad Love - 2021: für die Single Goodbye - 2021: für die Single Don’t Leave Me Alone - 2021: für die Single Like I Do - 2022: für die Single If You Really Love Me (How Will I Know) - 2024: für die Single On My Love - 2024: für die Single Shot Me Down - 2025: für die Single What Would You Do? - 2025: für die Single Laserlight | - Frankreich - 2003: für das Album Just a Little More Love - Australien - 2010: für die Autorenbeteiligung Rock That Body (The Black Eyed Peas) - 2011: für die Single Little Bad Girl - 2012: für die Single Play Hard - 2013: für die Single Rest of My Life - 2014: für die Single Lovers on the Sun - 2014: für die Single Dangerous - 2015: für die Single Right Now - 2018: für die Single Dirty Sexy Money - 2019: für die Single Don’t Leave Me Alone - 2019: für die Single Goodbye - 2023: für die Single Baby Don’t Hurt Me - 2024: für die Single Crazy What Love Can Do - 2024: für die Single I Don’t Wanna Wait - Belgien - 2010: für die Single Sexy Bitch - 2012: für die Single Memories - 2012: für das Album Nothing but the Beat - 2016: für die Single This One’s for You - 2017: für die Single 2U - 2017: für die Single Complicated - 2024: für die Single When We Were Young (The Logical Song) - 2024: für die Single I Don’t Wanna Wait - Brasilien - 2023: für die Single So Far Away - 2024: für die Single Titanium - 2024: für die Single Remember - 2024: für die Single Without You - 2024: für die Single Right Now - Dänemark - 2009: für die Single When Love Takes Over - 2012: für das Streaming Where Them Girls At - 2012: für das Streaming Turn Me On - 2012: für das Streaming Little Bad Girl - 2012: für das Autorenbeteiligung/Produktion Don’t Wake Me Up (Streaming) (Chris Brown) - 2012: für die Single Titanium - 2013: für das Streaming Play Hard - 2014: für das Streaming Lovers on the Sun - 2015: für die Single Dangerous - 2015: für die Single Hey Mama - 2017: für die Single 2U - 2018: für die Single This One’s for You - 2020: für das Album Listen - 2021: für die Single Memories - 2022: für die EP One More Love - 2022: für die Single Flames - 2023: für die Single Remember - 2023: für die Single Like I Do - 2025: für die Single I Don’t Wanna Wait - 2025: für die Single Bed - Deutschland - 2010: für die Single When Love Takes Over - 2010: für die Single Sexy Bitch - 2015: für die Single Lovers on the Sun - 2016: für die Single Hey Mama - 2016: für das Album Listen - 2017: für die Single Play Hard - 2017: für die Single Would I Lie to You - 2018: für die Single 2U - 2018: für die Single Shed a Light - 2020: für die Single Flames - Frankreich - 2006: für das Album Guetta Blaster - 2007: für das Album Pop Life - 2010: für die Autorenbeteiligung Rock That Body (The Black Eyed Peas) - 2020: für das Album 7 - 2020: für die Single Mad Love - 2021: für die Single Like I Do - 2022: für die Single Floating Through Space - 2022: für die Single Let’s Love - 2023: für die Single Crazy What Love Can Do - 2024: für die Single When We Were Young (The Logical Song) - 2025: für die Single Let’s Go - 2025: für die Single Forever Young - 2025: für die Single On My Love - GCC - 2010: für das Album One Love - Europa - 2010: für das Album One Love - 2011: für das Album Nothing but the Beat - Irland - 2011: für das Album Nothing but the Beat - Italien - 2011: für das Album One Love - 2012: für die Single When Love Takes Over - 2012: für die Single Gettin’ Over You - 2012: für die Single Sweat - 2012: für die Single Where Them Girls At - 2012: für die Single Club Can’t Handle Me - 2014: für die Single Bad - 2019: für die Single Like I Do - 2019: für die Single Mad Love - 2019: für die Single Say My Name - 2019: für die Single Would I Lie to You - 2021: für die Single Let’s Love - 2021: für die Single Bed - 2023: für die Single Crazy What Love Can Do - 2025: für das Album New Year’s Eve Party - Japan - 2014: für die Autorenbeteiligung I Gotta Feeling (Digital, The Black Eyed Peas) - Kanada - 2015: für die Single Dangerous - 2018: für das Album Listen - 2018: für die Single Flames - 2019: für die Single Like I Do - 2019: für die Single Mad Love - 2021: für die Single Say My Name - 2021: für die Single Shed a Light - 2022: für die Single Heartbreak Anthem - 2022: für die Single Bed - 2023: für die Single Crazy What Love Can Do - 2023: für die Single Don’t Leave Me Alone - 2023: für die Single Goodbye - 2024: für die Single I Don’t Wanna Wait - Mexiko - 2009: für das Album One Love - 2011: für das Album Nothing but the Beat - 2013: für die Single Turn Me On - 2015: für die Single Shot Me Down - 2015: für die Single Bad - 2021: für die Single Instagram - Neuseeland - 2010: für die Single Gettin’ Over You - 2011: für die Single Who’s That Chick - 2011: für die Single Sweat - 2011: für die Single Without You - 2012: für die Single Turn Me On - 2012: für die Autorenbeteiligung/Produktion Don’t Wake Me Up (Chris Brown) - 2015: für die Single Play Hard - 2015: für die Single Dangerous - 2016: für die Single Bang My Head - 2018: für die Single Shed a Light - 2018: für die Single Dirty Sexy Money - 2019: für das Album Listen - 2021: für die Single Flames - Niederlande - 2011: für das Album One Love - 2012: für das Album Nothing but the Beat - 2015: für die Single Hey Mama - Norwegen - 2018: für die Single Like I Do - Österreich - 2010: für das Album One Love - 2011: für die Single Sexy Bitch - 2012: für die Single Titanium - 2016: für die Single Club Can’t Handle Me - 2020: für die Single Flames - 2023: für die Single Crazy What Love Can Do - 2023: für die Single Don’t You Worry - 2023: für die Single Baby Don’t Hurt Me - 2024: für die Single Bed - 2024: für die Single I Don’t Wanna Wait - 2024: für die Autorenbeteiligung One Last Time (Ariana Grande) - Polen - 2016: für die Single Bang My Head - 2016: für das Album Listen - 2019: für die Single Like I Do - 2019: für die Single Don’t Leave Me Alone - 2020: für die Single Instagram - 2021: für die Single Let’s Love - 2021: für die Single Hey Mama - 2021: für die Single This One’s for You - 2023: für die Single Don’t You Worry - 2023: für die Single Remember - 2024: für die Single Baby Don’t Hurt Me - 2024: für die Single Bed - 2024: für die Single When We Were Young (The Logical Song) - 2024: für die Single Heartbreak Anthem - Portugal - 2013: für das Album Nothing but the Beat - 2018: für die Single 2U - 2019: für die Single Flames - 2019: für die Single This One’s For You - 2021: für die Single Titanium - 2022: für die Single Say My Name - 2024: für die Single Baby Don’t Hurt Me - Russland - 2007: für das Album Pop Life - Schweden - 2010: für die Autorenbeteiligung I Gotta Feeling (The Black Eyed Peas) - 2011: für die Single Gettin’ Over You - 2011: für die Single Sexy Bitch - 2011: für die Single Who’s That Chick - 2011: für die Single Sweat - 2013: für die Autorenbeteiligung/Produktion Don’t Wake Me Up (Chris Brown) - 2013: für die Single Right Now - 2016: für die Single Bang my Head - Schweiz - 2009: für das Album Pop Life - 2009: für die Single When Love Takes Over - 2011: für die Single Club Can’t Handle Me - 2011: für die Single Sweat - 2012: für die Single Where Them Girls At - 2012: für die Single Without You - 2015: für die Single Lovers on the Sun - 2015: für die Single Hey Mama - 2016: für das Album Listen - 2017: für die Single 2U - 2024: für die Single Be My Lover - 2025: für die Single Let’s Love - 2025: für die Single When We Were Young (The Logical Song) - Spanien - 2009: für die Single When Love Takes Over - 2010: für die Single Sexy Bitch - 2010: für das Album One Love - 2011: für die Single Club Can’t Handle Me - 2012: für das Album Nothing but the Beat - 2014: für das Streaming Lovers on the Sun - 2014: für die Single Bad - 2014: für das Streaming Bad - 2015: für das Streaming Dangerous - 2015: für die Single Lovers on the Sun - 2016: für die Single Hey Mama - 2016: für die Single This One’s for You - 2017: für die Single 2U - 2018: für die Single Mad Love - 2023: für die Single Don’t You Worry - 2024: für die Single Instagram - 2024: für die Single Play Hard - 2024: für die Single Baby Don’t Hurt Me - 2024: für die Autorenbeteiligung One Last Time (Ariana Grande) - 2024: für die Single I Don’t Wanna Wait - 2025: für die Single Let’s Love - Ungarn - 2011: für das Album One Love - 2014: für das Album Listen - 2023: für die Single Don’t You Worry - Vereinigte Staaten - 2011: für die Single Where Them Girls At - 2017: für die Single Versace on the Floor - 2018: für die Single 2U - 2023: für die Single Bad - 2023: für die Single Dangerous - 2023: für die Single Memories - 2023: für die Single Say My Name - Vereinigtes Königreich - 2011: für die Single Sweat - 2016: für die Single Who’s That Chick - 2017: für die Single Without You - 2017: für die Single Play Hard - 2017: für die Single Hey Mama - 2018: für die Single 2U - 2018: für die Single Turn Me On - 2020: für die Single Dangerous - 2020: für die Single Bang My Head - 2020: für die Autorenbeteiligung/Produktion Don’t Wake Me Up (Chris Brown) - 2021: für die Single What I Did for Love - 2022: für die Single Lovers on the Sun - 2022: für das Album Listen - 2023: für die Single Gettin’ Over You - 2024: für das Album Nothing but the Beat 2.0 - 2024: für die Single Baby Don’t Hurt Me - 2025: für die Single She Wolf (Falling to Pieces) - 2025: für die Single I Don’t Wanna Wait | - Deutschland - 2018: für die Single Sweat - 2021: für die Single Dangerous - 2022: für die Single Club Can’t Handle Me - 2022: für die Single Where Them Girls At - 2023: für die Single I’m Good (Blue) - Mexiko - 2019: für die Single So Far Away - Australien - 2010: für die Single Memories - 2010: für die Single Gettin’ Over You - 2011: für die Single When Love Takes Over - 2011: für das Album One Love - 2011: für die Single Who’s That Chick - 2011: für die Single Where Them Girls At - 2012: für die Single She Wolf (Falling to Pieces) - 2012: für das Album Nothing but the Beat - 2014: für die Single Shot Me Down - 2015: für die Single Bad - 2015: für die Single Hey Mama - 2018: für die Single Shed a Light - 2019: für die Single Flames - 2022: für die Single Bed - Belgien - 2010: für das Album One Love - 2013: für die Autorenbeteiligung I Gotta Feeling (The Black Eyed Peas) - 2016: für die Single Hey Mama - 2016: für die Single Titanium - 2020: für die Single Instagram - Brasilien - 2023: für die Single Don’t You Worry - 2024: für die Single Mad Love - Dänemark - 2012: für das Streaming Without You - 2013: für das Streaming She Wolf (Falling to Pieces) - 2014: für das Streaming Bad - 2022: für das Album Nothing but the Beat - 2023: für die Autorenbeteiligung I Gotta Feeling (The Black Eyed Peas) - 2023: für die Single Sexy Bitch - 2023: für die Autorenbeteiligung One Last Time (Ariana Grande) - Deutschland - 2024: für die Autorenbeteiligung I Gotta Feeling (The Black Eyed Peas) - 2025: für die Single Titanium - Frankreich - 2014: für das Album Listen - Griechenland - 2023: für die Single I’m Good (Blue) - Italien - 2013: für die Single She Wolf (Falling to Pieces) - 2014: für die Single Lovers on the Sun - 2016: für die Single Bang My Head - 2017: für die Single 2U - 2018: für die Single Shed a Light - 2018: für die Single Flames - 2022: für das Album Nothing but the Beat - 2023: für die Single Don’t You Worry - 2023: für die Single Memories - 2024: für die Single Baby Don’t Hurt Me - 2024: für die Single Sexy Bitch - Kanada - 2011: für das Album One Love - 2012: für die Single Turn Me On - 2013: für das Album Nothing but the Beat - 2017: für die Single 2U - 2024: für die Single Baby Don’t Hurt Me - Mexiko - 2013: für die Single Titanium - Neuseeland - 2009: für die Single Sexy Bitch - 2021: für die Single 2U - 2023: für die Single Hey Mama - 2024: für die Single Where Them Girls At - Norwegen - 2016: für die Single This One’s For You - 2018: für das Album 7 - 2018: für die Single Flames - 2020: für die Single Hey Mama - 2022: für die Single Remember - Österreich - 2011: für die Single Memories - 2011: für die Single When Love Takes Over - 2012: für das Album Nothing but the Beat - 2024: für die Single Sweat - Polen - 2015: für die Autorenbeteiligung One Last Time (Ariana Grande) - 2020: für die Single Mad Love - 2023: für die Single 2U - 2023: für die Single On Repeat - 2024: für die Single Would I Lie to You - 2024: für die Single Crazy What Love Can Do - 2024: für die Single I Don’t Wanna Wait - Schweden - 2011: für die Single Memories - 2015: für die Single Shot Me Down - 2015: für das Album Listen - 2015: für die Single Hey Mama - 2023: für die Single Remember - Schweiz - 2010: für die Autorenbeteiligung I Gotta Feeling (The Black Eyed Peas) - 2011: für das Album One Love - 2012: für das Album Nothing but the Beat - 2012: für die Single Turn Me On - 2012: für die Single Titanium - 2025: für die Single Crazy What Love Can Do - Spanien - 2015: für die Single Dangerous - 2016: für die Single Bang My Head - 2023: für die Single Flames - 2024 für die Single Say My Name - 2024: für die Single Memories - Vereinigte Staaten - 2012: für die Single Without You - 2012: für die Single Turn Me On - 2017: für die Autorenbeteiligung/Produktion Don’t Wake Me Up (Chris Brown) - 2023: für die Single I’m Good (Blue) - Vereinigtes Königreich - 2022: für die Single When Love Takes Over - 2023: für die Single Where Them Girls At - 2024: für die Single Bed - 2024: für die Single Club Can’t Handle Me - 2024: für die Single Heartbreak Anthem - 2024: für die Single Crazy What Love Can Do - 2024: für die Single Memories - 2024: für die Single Flames - Deutschland - 2011: für das Album One Love - Australien - 2011: für die Single Club Can’t Handle Me - 2012: für die Single Turn Me On - 2019: für die Single 2U - 2024: für die Single Remember - Brasilien - 2022: für die Single I’m Good (Blue) - Dänemark - 2012: für das Streaming Titanium - 2025: für die Single I’m Good (Blue) - Deutschland - 2019: für das Album Nothing but the Beat - 2023: für die Single Memories - Italien - 2012: für die Single Without You - 2014: für die Single Play Hard - 2017: für die Autorenbeteiligung One Last Time (Ariana Grande) - 2017: für die Single This One’s for You - 2018: für die Single Dangerous - 2019: für die Single Hey Mama - 2021: für die Autorenbeteiligung I Gotta Feeling (The Black Eyed Peas) - Kanada - 2011: für die Single Club Can’t Handle Me - 2012: für die Single Turn Me On - 2017: für die Single Hey Mama - Neuseeland - 2024: für die Single Club Can’t Handle Me - 2024: für die Autorenbeteiligung One Last Time (Ariana Grande) - 2025: für die Single Remember - Norwegen - 2020: für die Single 2U - 2020: für die Autorenbeteiligung One Last Time (Ariana Grande) - Polen - 2024: für die Single Say My Name - Schweden - 2015: für die Single Lovers on the Sun - 2015: für die Single Dangerous - 2022: für die Autorenbeteiligung One Last Time (Ariana Grande) - Schweiz - 2025: für die Single Baby Don’t Hurt Me - Spanien - 2012: für die Autorenbeteiligung I Gotta Feeling (The Black Eyed Peas) - 2023: für die Single Titanium - Vereinigte Staaten - 2011: für die Single Club Can’t Handle Me - 2012: für die Single Sexy Bitch - Vereinigtes Königreich - 2019: für das Album Nothing but the Beat - 2024: für die Single Sexy Bitch - 2024: für das Album One Love - 2024: für die Single Remember - 2024: für die Single I’m Good (Blue) - Australien - 2012: für die Single Sweat - 2013: für die Single Without You - 2019: für die Autorenbeteiligung/Produktion Don’t Wake Me Up (Chris Brown) - 2023: für die Single I’m Good (Blue) - Italien - 2012: für die Single Titanium - 2024: für die Single I’m Good (Blue) - Neuseeland - 2023: für das Album One Love - 2025: für die Single I’m Good (Blue) - 2025: für die Single Memories - Österreich - 2024: für die Single I’m Good (Blue) - Polen - 2021: für die Single Flames - Schweiz - 2011: für die Single Sexy Bitch - Spanien - 2024: für die Single I’m Good (Blue) - Vereinigte Staaten - 2023: für die Single Hey Mama - 2024: für die Autorenbeteiligung One Last Time (Ariana Grande) - Vereinigtes Königreich - 2024: für die Autorenbeteiligung One Last Time (Ariana Grande) - Australien - 2011: für die Single Sexy Bitch - 2012: für die Single Titanium - Kanada - 2024: für die Autorenbeteiligung One Last Time (Ariana Grande) - Neuseeland - 2025: für das Album Nothing but the Beat - Portugal - 2024: für die Single I’m Good (Blue) - Schweden - 2015: für die Single Bad - Vereinigte Staaten - 2023: für die Single Titanium - Vereinigtes Königreich - 2023: für die Single Titanium - 2024: für die Autorenbeteiligung I Gotta Feeling (The Black Eyed Peas) - Australien - 2023: für die Autorenbeteiligung One Last Time (Ariana Grande) - Neuseeland - 2024: für die Autorenbeteiligung I Gotta Feeling (The Black Eyed Peas) - Neuseeland - 2024: für die Single Titanium - Schweiz - 2025: für die Single I’m Good (Blue) - Kanada - 2024: für die Single I’m Good (Blue) - Australien - 2020: für die Autorenbeteiligung I Gotta Feeling (The Black Eyed Peas) - Brasilien - 2023: für die Autorenbeteiligung One Last Time (Ariana Grande) - 2024: für die Autorenbeteiligung I Gotta Feeling (The Black Eyed Peas) - Frankreich - 2010: für das Album One Love - 2011: für die Single Sexy Bitch - 2013: für das Album Nothing but the Beat - 2017: für die Single This One’s for You - 2018: für die Single Bang My Head - 2020: für die Single Flames - 2020: für die Single Say My Name - 2022: für die Single 2U - 2023: für die Single I’m Good (Blue) - 2023: für die Single Don’t You Worry - 2024: für die Single Baby Don’t Hurt Me - 2025: für die Single I Don’t Wanna Wait - Kanada - 2010: für die Autorenbeteiligung I Gotta Feeling (The Black Eyed Peas) - Polen - 2023: für die Single I’m Good (Blue) - Vereinigte Staaten - 2018: für die Autorenbeteiligung I Gotta Feeling (The Black Eyed Peas) |

## Auszeichnungen nach Alben

### Just a Little More Love
| Land/Region       | Auszeichnungen für Musikverkäufe (Land/Region, Auszeichnung, Verkäufe) | Verkäufe |
| ----------------- | ---------------------------------------------------------------------- | -------- |
| Frankreich (SNEP) | 2× Gold                                                                | 150.000  |
| Insgesamt         | 2× Gold ·                                                              | 150.000  |

### Guetta Blaster
| Land/Region       | Auszeichnungen für Musikverkäufe (Land/Region, Auszeichnung, Verkäufe) | Verkäufe |
| ----------------- | ---------------------------------------------------------------------- | -------- |
| Frankreich (SNEP) | Platin                                                                 | 200.000  |
| Insgesamt         | 1× Platin ·                                                            | 200.000  |

### F*** Me, I’m Famous: Ibiza Mix 06
| Land/Region       | Auszeichnungen für Musikverkäufe (Land/Region, Auszeichnung, Verkäufe) | Verkäufe |
| ----------------- | ---------------------------------------------------------------------- | -------- |
| Frankreich (SNEP) | Gold                                                                   | 75.000   |
| Insgesamt         | 1× Gold ·                                                              | 75.000   |

### Pop Life
| Land/Region       | Auszeichnungen für Musikverkäufe (Land/Region, Auszeichnung, Verkäufe) | Verkäufe |
| ----------------- | ---------------------------------------------------------------------- | -------- |
| Belgien (BRMA)    | Gold                                                                   | 15.000   |
| Frankreich (SNEP) | Platin                                                                 | 200.000  |
| Russland (NFPF)   | Platin                                                                 | 20.000   |
| Schweiz (IFPI)    | Platin                                                                 | 30.000   |
| Insgesamt         | 1× Gold · 3× Platin ·                                                  | 265.000  |

### F*** Me Im Famous: Ibiza Mix 08 – Vol. 4
| Land/Region       | Auszeichnungen für Musikverkäufe (Land/Region, Auszeichnung, Verkäufe) | Verkäufe |
| ----------------- | ---------------------------------------------------------------------- | -------- |
| Frankreich (SNEP) | Gold                                                                   | 75.000   |
| Insgesamt         | 1× Gold ·                                                              | 75.000   |

### F*** Me I’m Famous Vol. 5 Ibiza Mix 2009
| Land/Region       | Auszeichnungen für Musikverkäufe (Land/Region, Auszeichnung, Verkäufe) | Verkäufe |
| ----------------- | ---------------------------------------------------------------------- | -------- |
| Frankreich (SNEP) | Gold                                                                   | 50.000   |
| Insgesamt         | 1× Gold ·                                                              | 50.000   |

### One Love
| Land/Region                  | Auszeichnungen für Musikverkäufe (Land/Region, Auszeichnung, Verkäufe) | Verkäufe    |
| ---------------------------- | ---------------------------------------------------------------------- | ----------- |
| Australien (ARIA)            | 2× Platin                                                              | 140.000     |
| Belgien (BRMA)               | 2× Platin                                                              | 60.000      |
| Deutschland (BVMI)           | 5× Gold                                                                | 500.000     |
| Europa (IFPI)                | Platin                                                                 | (1.000.000) |
| Frankreich (SNEP)            | Diamant                                                                | 500.000     |
| Golf-Kooperationsrat (IFPI)  | Platin                                                                 | 6.000       |
| Italien (FIMI)               | Platin                                                                 | 60.000      |
| Irland (IRMA)                | Gold                                                                   | 7.500       |
| Kanada (MC)                  | 2× Platin                                                              | 160.000     |
| Mexiko (AMPROFON)            | Platin                                                                 | 60.000      |
| Neuseeland (RMNZ)            | 4× Platin                                                              | 60.000      |
| Niederlande (NVPI)           | Platin                                                                 | 50.000      |
| Österreich (IFPI)            | 2× Platin                                                              | 40.000      |
| Portugal (AFP)               | Gold                                                                   | 10.000      |
| Russland (NFPF)              | Gold                                                                   | 10.000      |
| Schweiz (IFPI)               | 2× Platin                                                              | 60.000      |
| Spanien (Promusicae)         | Platin                                                                 | 60.000      |
| Ungarn (MAHASZ)              | Platin                                                                 | 6.000       |
| Vereinigtes Königreich (BPI) | 3× Platin                                                              | 900.000     |
| Insgesamt                    | 4× Gold · 26× Platin · 1× Diamant ·                                    | 2.689.500   |

### One More Love
| Land/Region     | Auszeichnungen für Musikverkäufe (Land/Region, Auszeichnung, Verkäufe) | Verkäufe |
| --------------- | ---------------------------------------------------------------------- | -------- |
| Dänemark (IFPI) | Platin                                                                 | 20.000   |
| Insgesamt       | 1× Platin ·                                                            | 20.000   |

### F*** Me Im Famous 2011
| Land/Region       | Auszeichnungen für Musikverkäufe (Land/Region, Auszeichnung, Verkäufe) | Verkäufe |
| ----------------- | ---------------------------------------------------------------------- | -------- |
| Frankreich (SNEP) | Gold                                                                   | 50.000   |
| Insgesamt         | 1× Gold ·                                                              | 50.000   |

### Nothing but the Beat
| Land/Region                  | Auszeichnungen für Musikverkäufe (Land/Region, Auszeichnung, Verkäufe) | Verkäufe    |
| ---------------------------- | ---------------------------------------------------------------------- | ----------- |
| Australien (ARIA)            | 2× Platin                                                              | 140.000     |
| Belgien (BRMA)               | Platin                                                                 | 30.000      |
| Dänemark (IFPI)              | 2× Platin                                                              | 40.000      |
| Deutschland (BVMI)           | 3× Platin                                                              | 600.000     |
| Europa (IFPI)                | Platin                                                                 | (1.000.000) |
| Finnland (IFPI)              | Gold                                                                   | 14.644      |
| Frankreich (SNEP)            | Diamant                                                                | 500.000     |
| Italien (FIMI)               | 2× Platin                                                              | 100.000     |
| Irland (IRMA)                | Platin                                                                 | 15.000      |
| Kanada (MC)                  | 2× Platin                                                              | 160.000     |
| Mexiko (AMPROFON)            | Platin                                                                 | 60.000      |
| Neuseeland (RMNZ)            | 5× Platin                                                              | 75.000      |
| Niederlande (NVPI)           | Platin                                                                 | 50.000      |
| Österreich (IFPI)            | 2× Platin                                                              | 40.000      |
| Polen (ZPAV)                 | Gold                                                                   | 10.000      |
| Portugal (AFP)               | Platin                                                                 | 15.000      |
| Russland (NFPF)              | Gold                                                                   | 10.000      |
| Schweiz (IFPI)               | 2× Platin                                                              | 60.000      |
| Spanien (Promusicae)         | Platin                                                                 | 60.000      |
| Ungarn (MAHASZ)              | Gold                                                                   | 3.000       |
| Venezuela (APFV)             | Gold                                                                   | 5.000       |
| Vereinigte Staaten (RIAA)    | Gold                                                                   | 500.000     |
| Vereinigtes Königreich (BPI) | 3× Platin                                                              | 900.000     |
| Insgesamt                    | 6× Gold · 30× Platin · 1× Diamant ·                                    | 3.387.644   |

### Nothing but the Beat 2.0
| Land/Region                  | Auszeichnungen für Musikverkäufe (Land/Region, Auszeichnung, Verkäufe) | Verkäufe |
| ---------------------------- | ---------------------------------------------------------------------- | -------- |
| Vereinigtes Königreich (BPI) | Platin                                                                 | 300.000  |
| Insgesamt                    | 1× Platin ·                                                            | 300.000  |

### Nothing but the Beat Ultimate
| Land/Region                  | Auszeichnungen für Musikverkäufe (Land/Region, Auszeichnung, Verkäufe) | Verkäufe |
| ---------------------------- | ---------------------------------------------------------------------- | -------- |
| Vereinigtes Königreich (BPI) | Gold                                                                   | 100.000  |
| Insgesamt                    | 1× Gold ·                                                              | 100.000  |

### Listen
| Land/Region                  | Auszeichnungen für Musikverkäufe (Land/Region, Auszeichnung, Verkäufe) | Verkäufe  |
| ---------------------------- | ---------------------------------------------------------------------- | --------- |
| Australien (ARIA)            | Gold                                                                   | 35.000    |
| Brasilien (PMB)              | Gold                                                                   | 20.000    |
| Dänemark (IFPI)              | Platin                                                                 | 20.000    |
| Deutschland (BVMI)           | Platin                                                                 | 200.000   |
| Frankreich (SNEP)            | 2× Platin                                                              | 200.000   |
| Italien (FIMI)               | Gold                                                                   | 25.000    |
| Kanada (MC)                  | Platin                                                                 | 80.000    |
| Mexiko (AMPROFON)            | Gold                                                                   | 30.000    |
| Neuseeland (RMNZ)            | Platin                                                                 | 15.000    |
| Niederlande (NVPI)           | Gold                                                                   | 20.000    |
| Österreich (IFPI)            | Gold                                                                   | 7.500     |
| Polen (ZPAV)                 | Platin                                                                 | 20.000    |
| Schweden (IFPI)              | 2× Platin                                                              | 80.000    |
| Schweiz (IFPI)               | Platin                                                                 | 20.000    |
| Singapur (RIAS)              | Gold                                                                   | 5.000     |
| Spanien (Promusicae)         | Gold                                                                   | 20.000    |
| Ungarn (MAHASZ)              | Platin                                                                 | 6.000     |
| Vereinigte Staaten (RIAA)    | Gold                                                                   | 500.000   |
| Vereinigtes Königreich (BPI) | Platin                                                                 | 300.000   |
| Insgesamt                    | 9× Gold · 12× Platin ·                                                 | 1.603.500 |

### 7
| Land/Region                  | Auszeichnungen für Musikverkäufe (Land/Region, Auszeichnung, Verkäufe) | Verkäufe |
| ---------------------------- | ---------------------------------------------------------------------- | -------- |
| Dänemark (IFPI)              | Gold                                                                   | 10.000   |
| Frankreich (SNEP)            | Platin                                                                 | 100.000  |
| Italien (FIMI)               | Gold                                                                   | 25.000   |
| Kanada (MC)                  | Gold                                                                   | 40.000   |
| Neuseeland (RMNZ)            | Gold                                                                   | 7.500    |
| Norwegen (IFPI)              | 2× Platin                                                              | 40.000   |
| Polen (ZPAV)                 | Gold                                                                   | 10.000   |
| Singapur (RIAS)              | Gold                                                                   | 5.000    |
| Vereinigte Staaten (RIAA)    | Gold                                                                   | 500.000  |
| Vereinigtes Königreich (BPI) | Gold                                                                   | 100.000  |
| Insgesamt                    | 8× Gold · 3× Platin ·                                                  | 837.500  |

### New Year’s Eve Party
| Land/Region    | Auszeichnungen für Musikverkäufe (Land/Region, Auszeichnung, Verkäufe) | Verkäufe |
| -------------- | ---------------------------------------------------------------------- | -------- |
| Italien (FIMI) | Platin                                                                 | 50.000   |
| Insgesamt      | 1× Platin ·                                                            | 50.000   |

## Auszeichnungen nach Singles

### Love Don’t Let Me Go
| Land/Region                  | Auszeichnungen für Musikverkäufe (Land/Region, Auszeichnung, Verkäufe) | Verkäufe |
| ---------------------------- | ---------------------------------------------------------------------- | -------- |
| Belgien (BRMA)               | Gold                                                                   | 15.000   |
| Frankreich (SNEP)            | Gold                                                                   | 250.000  |
| Vereinigtes Königreich (BPI) | Silber                                                                 | 200.000  |
| Insgesamt                    | 1× Silber · 2× Gold ·                                                  | 465.000  |

### Love is Gone
| Land/Region                  | Auszeichnungen für Musikverkäufe (Land/Region, Auszeichnung, Verkäufe) | Verkäufe |
| ---------------------------- | ---------------------------------------------------------------------- | -------- |
| Frankreich (SNEP)            | Silber                                                                 | 100.000  |
| Österreich (IFPI)            | Gold                                                                   | 15.000   |
| Schweiz (IFPI)               | Gold                                                                   | 15.000   |
| Vereinigtes Königreich (BPI) | Silber                                                                 | 200.000  |
| Insgesamt                    | 2× Silber · 2× Gold ·                                                  | 330.000  |

### When Love Takes Over
| Land/Region                  | Auszeichnungen für Musikverkäufe (Land/Region, Auszeichnung, Verkäufe) | Verkäufe  |
| ---------------------------- | ---------------------------------------------------------------------- | --------- |
| Australien (ARIA)            | 2× Platin                                                              | 140.000   |
| Belgien (BRMA)               | Gold                                                                   | 15.000    |
| Dänemark (IFPI)              | Platin                                                                 | 30.000    |
| Deutschland (BVMI)           | Platin                                                                 | 300.000   |
| Frankreich (SNEP)            | Gold                                                                   | 150.000   |
| Italien (FIMI)               | Platin                                                                 | 30.000    |
| Kanada (MC)                  | Gold                                                                   | 20.000    |
| Neuseeland (RMNZ)            | Gold                                                                   | 7.500     |
| Österreich (IFPI)            | 2× Platin                                                              | 60.000    |
| Schweden (IFPI)              | Gold                                                                   | 20.000    |
| Schweiz (IFPI)               | Platin                                                                 | 30.000    |
| Spanien (Promusicae)         | Platin                                                                 | 40.000    |
| Vereinigtes Königreich (BPI) | 2× Platin                                                              | 1.200.000 |
| Insgesamt                    | 5× Gold · 11× Platin ·                                                 | 2.042.500 |

### Sexy Bitch
| Land/Region                  | Auszeichnungen für Musikverkäufe (Land/Region, Auszeichnung, Verkäufe) | Verkäufe  |
| ---------------------------- | ---------------------------------------------------------------------- | --------- |
| Australien (ARIA)            | 5× Platin                                                              | 350.000   |
| Belgien (BRMA)               | Platin                                                                 | 30.000    |
| Dänemark (IFPI)              | 2× Platin                                                              | 180.000   |
| Deutschland (BVMI)           | Platin                                                                 | 300.000   |
| Finnland (IFPI)              | Gold                                                                   | 6.735     |
| Frankreich (SNEP)            | Diamant                                                                | 400.000   |
| Italien (FIMI)               | 2× Platin                                                              | 200.000   |
| Kanada (MC)                  | Gold                                                                   | 20.000    |
| Neuseeland (RMNZ)            | 2× Platin                                                              | 30.000    |
| Österreich (IFPI)            | Platin                                                                 | 30.000    |
| Schweden (IFPI)              | Platin                                                                 | 40.000    |
| Schweiz (IFPI)               | 4× Platin                                                              | 120.000   |
| Spanien (Promusicae)         | Platin                                                                 | 40.000    |
| Südkorea (KMCA)              | —                                                                      | 267.225   |
| Vereinigte Staaten (RIAA)    | 3× Platin                                                              | 3.507.000 |
| Vereinigtes Königreich (BPI) | 3× Platin                                                              | 1.800.000 |
| Insgesamt                    | 2× Gold · 26× Platin · 1× Diamant ·                                    | 7.320.960 |

### Memories
| Land/Region                  | Auszeichnungen für Musikverkäufe (Land/Region, Auszeichnung, Verkäufe) | Verkäufe  |
| ---------------------------- | ---------------------------------------------------------------------- | --------- |
| Australien (ARIA)            | 2× Platin                                                              | 140.000   |
| Belgien (BRMA)               | Platin                                                                 | 30.000    |
| Dänemark (IFPI)              | Platin                                                                 | 90.000    |
| Deutschland (BVMI)           | 3× Platin                                                              | 900.000   |
| Frankreich (SNEP)            | Gold                                                                   | 150.000   |
| Italien (FIMI)               | 2× Platin                                                              | 200.000   |
| Neuseeland (RMNZ)            | 4× Platin                                                              | 120.000   |
| Österreich (IFPI)            | 2× Platin                                                              | 60.000    |
| Portugal (AFP)               | Gold                                                                   | 5.000     |
| Schweden (IFPI)              | 2× Platin                                                              | 80.000    |
| Spanien (Promusicae)         | 2× Platin                                                              | 120.000   |
| Vereinigte Staaten (RIAA)    | Platin                                                                 | 1.000.000 |
| Vereinigtes Königreich (BPI) | 2× Platin                                                              | 1.200.000 |
| Insgesamt                    | 2× Gold · 22× Platin ·                                                 | 4.095.000 |

### Gettin’ Over You
| Land/Region                  | Auszeichnungen für Musikverkäufe (Land/Region, Auszeichnung, Verkäufe) | Verkäufe  |
| ---------------------------- | ---------------------------------------------------------------------- | --------- |
| Australien (ARIA)            | 2× Platin                                                              | 140.000   |
| Deutschland (BVMI)           | Gold                                                                   | 150.000   |
| Frankreich (SNEP)            | —                                                                      | 117.600   |
| Italien (FIMI)               | Platin                                                                 | 30.000    |
| Neuseeland (RMNZ)            | Platin                                                                 | 15.000    |
| Österreich (IFPI)            | Gold                                                                   | 15.000    |
| Schweden (IFPI)              | Platin                                                                 | 40.000    |
| Spanien (Promusicae)         | Gold                                                                   | 20.000    |
| Vereinigtes Königreich (BPI) | Platin                                                                 | 600.000   |
| Insgesamt                    | 3× Gold · 6× Platin ·                                                  | 1.127.600 |

### Commander
| Land/Region                  | Auszeichnungen für Musikverkäufe (Land/Region, Auszeichnung, Verkäufe) | Verkäufe |
| ---------------------------- | ---------------------------------------------------------------------- | -------- |
| Neuseeland (RMNZ)            | Gold                                                                   | 7.500    |
| Vereinigtes Königreich (BPI) | Gold                                                                   | 400.000  |
| Insgesamt                    | 2× Gold ·                                                              | 407.500  |

### Club Can’t Handle Me
| Land/Region                  | Auszeichnungen für Musikverkäufe (Land/Region, Auszeichnung, Verkäufe) | Verkäufe  |
| ---------------------------- | ---------------------------------------------------------------------- | --------- |
| Australien (ARIA)            | 3× Platin                                                              | 210.000   |
| Belgien (BRMA)               | Gold                                                                   | 15.000    |
| Dänemark (IFPI)              | Gold                                                                   | 45.000    |
| Deutschland (BVMI)           | 3× Gold                                                                | 450.000   |
| Frankreich (SNEP)            | —                                                                      | 77.500    |
| Italien (FIMI)               | Platin                                                                 | 30.000    |
| Kanada (MC)                  | 3× Platin                                                              | 240.000   |
| Japan (RIAJ)                 | Gold (Digital, Januar 2014) · + Gold (Digital, Juni 2014)              | 200.000   |
| Mexiko (AMPROFON)            | Gold                                                                   | 30.000    |
| Neuseeland (RMNZ)            | 3× Platin                                                              | 90.000    |
| Österreich (IFPI)            | Platin                                                                 | 30.000    |
| Schweiz (IFPI)               | Platin                                                                 | 30.000    |
| Spanien (Promusicae)         | Platin                                                                 | 40.000    |
| Südkorea (KMCA)              | —                                                                      | 213.784   |
| Vereinigte Staaten (RIAA)    | 3× Platin                                                              | 3.025.000 |
| Vereinigtes Königreich (BPI) | 2× Platin                                                              | 1.200.000 |
| Insgesamt                    | 6× Gold · 19× Platin ·                                                 | 5.926.284 |

### Who’s That Chick?
| Land/Region                  | Auszeichnungen für Musikverkäufe (Land/Region, Auszeichnung, Verkäufe) | Verkäufe  |
| ---------------------------- | ---------------------------------------------------------------------- | --------- |
| Australien (ARIA)            | 2× Platin                                                              | 140.000   |
| Belgien (BRMA)               | Gold                                                                   | 15.000    |
| Dänemark (IFPI)              | Gold                                                                   | 45.000    |
| Deutschland (BVMI)           | Gold                                                                   | 150.000   |
| Finnland (IFPI)              | Gold                                                                   | 3.083     |
| Frankreich (SNEP)            | —                                                                      | 155.000   |
| Italien (FIMI)               | Gold                                                                   | 15.000    |
| Neuseeland (RMNZ)            | Platin                                                                 | 15.000    |
| Österreich (IFPI)            | Gold                                                                   | 15.000    |
| Schweden (IFPI)              | Platin                                                                 | 40.000    |
| Spanien (Promusicae)         | Gold                                                                   | 20.000    |
| Vereinigtes Königreich (BPI) | Platin                                                                 | 600.000   |
| Insgesamt                    | 7× Gold · 5× Platin ·                                                  | 1.213.083 |

### Sweat
| Land/Region                  | Auszeichnungen für Musikverkäufe (Land/Region, Auszeichnung, Verkäufe) | Verkäufe  |
| ---------------------------- | ---------------------------------------------------------------------- | --------- |
| Australien (ARIA)            | 4× Platin                                                              | 280.000   |
| Belgien (BRMA)               | Gold                                                                   | 15.000    |
| Brasilien (PMB)              | Gold                                                                   | 30.000    |
| Dänemark (IFPI)              | Gold                                                                   | 15.000    |
| Deutschland (BVMI)           | 3× Gold                                                                | 450.000   |
| Finnland (IFPI)              | Gold                                                                   | 5.075     |
| Frankreich (SNEP)            | —                                                                      | 157.000   |
| Italien (FIMI)               | Platin                                                                 | 30.000    |
| Neuseeland (RMNZ)            | Platin                                                                 | 15.000    |
| Österreich (IFPI)            | 2× Platin                                                              | 60.000    |
| Schweden (IFPI)              | Platin                                                                 | 40.000    |
| Schweiz (IFPI)               | Platin                                                                 | 30.000    |
| Vereinigtes Königreich (BPI) | Platin                                                                 | 600.000   |
| Insgesamt                    | 5× Gold · 12× Platin ·                                                 | 1.727.075 |

### Where Them Girls At
| Land/Region                  | Auszeichnungen für Musikverkäufe (Land/Region, Auszeichnung, Verkäufe) | Verkäufe  |
| ---------------------------- | ---------------------------------------------------------------------- | --------- |
| Australien (ARIA)            | 2× Platin                                                              | 140.000   |
| Belgien (BRMA)               | Gold                                                                   | 15.000    |
| Deutschland (BVMI)           | 3× Gold                                                                | 450.000   |
| Frankreich (SNEP)            | —                                                                      | 116.500   |
| Italien (FIMI)               | Platin                                                                 | 30.000    |
| Mexiko (AMPROFON)            | Gold                                                                   | 30.000    |
| Neuseeland (RMNZ)            | 2× Platin                                                              | 60.000    |
| Österreich (IFPI)            | Gold                                                                   | 15.000    |
| Schweden (IFPI)              | Gold                                                                   | 20.000    |
| Schweiz (IFPI)               | Platin                                                                 | 30.000    |
| Spanien (Promusicae)         | Gold                                                                   | 20.000    |
| Vereinigte Staaten (RIAA)    | Platin                                                                 | 1.600.000 |
| Vereinigtes Königreich (BPI) | 2× Platin                                                              | 1.200.000 |
| Insgesamt                    | 6× Gold · 10× Platin ·                                                 | 3.726.500 |

### Little Bad Girl
| Land/Region                  | Auszeichnungen für Musikverkäufe (Land/Region, Auszeichnung, Verkäufe) | Verkäufe |
| ---------------------------- | ---------------------------------------------------------------------- | -------- |
| Australien (ARIA)            | Platin                                                                 | 70.000   |
| Belgien (BRMA)               | Gold                                                                   | 15.000   |
| Deutschland (BVMI)           | Gold                                                                   | 150.000  |
| Frankreich (SNEP)            | —                                                                      | 82.900   |
| Österreich (IFPI)            | Gold                                                                   | 15.000   |
| Schweiz (IFPI)               | Gold                                                                   | 15.000   |
| Vereinigtes Königreich (BPI) | Gold                                                                   | 400.000  |
| Insgesamt                    | 5× Gold · 1× Platin ·                                                  | 747.900  |

### Without You
| Land/Region                  | Auszeichnungen für Musikverkäufe (Land/Region, Auszeichnung, Verkäufe) | Verkäufe  |
| ---------------------------- | ---------------------------------------------------------------------- | --------- |
| Australien (ARIA)            | 4× Platin                                                              | 280.000   |
| Belgien (BRMA)               | Gold                                                                   | 15.000    |
| Brasilien (PMB)              | Platin                                                                 | 60.000    |
| Dänemark (IFPI)              | Gold                                                                   | 15.000    |
| Deutschland (BVMI)           | Gold                                                                   | 150.000   |
| Frankreich (SNEP)            | —                                                                      | 82.900    |
| Italien (FIMI)               | 3× Platin                                                              | 90.000    |
| Neuseeland (RMNZ)            | Platin                                                                 | 15.000    |
| Österreich (IFPI)            | Gold                                                                   | 15.000    |
| Schweiz (IFPI)               | Platin                                                                 | 30.000    |
| Spanien (Promusicae)         | Gold                                                                   | 30.000    |
| Vereinigte Staaten (RIAA)    | 2× Platin                                                              | 2.935.000 |
| Vereinigtes Königreich (BPI) | Platin                                                                 | 920.000   |
| Insgesamt                    | 5× Gold · 13× Platin ·                                                 | 4.437.900 |

### Titanium
| Land/Region                  | Auszeichnungen für Musikverkäufe (Land/Region, Auszeichnung, Verkäufe) | Verkäufe   |
| ---------------------------- | ---------------------------------------------------------------------- | ---------- |
| Australien (ARIA)            | 5× Platin                                                              | 350.000    |
| Belgien (BRMA)               | 2× Platin                                                              | 60.000     |
| Brasilien (PMB)              | Platin                                                                 | 60.000     |
| Dänemark (IFPI)              | Platin                                                                 | 30.000     |
| Deutschland (BVMI)           | 2× Platin                                                              | 1.200.000  |
| Finnland (IFPI)              | Gold                                                                   | 6.534      |
| Frankreich (SNEP)            | Gold                                                                   | 169.900    |
| Italien (FIMI)               | 4× Platin                                                              | 120.000    |
| Mexiko (AMPROFON)            | 2× Platin                                                              | 120.000    |
| Neuseeland (RMNZ)            | 7× Platin                                                              | 210.000    |
| Österreich (IFPI)            | Platin                                                                 | 30.000     |
| Portugal (AFP)               | Platin                                                                 | 10.000     |
| Schweiz (IFPI)               | 2× Platin                                                              | 60.000     |
| Spanien (Promusicae)         | 3× Platin                                                              | 180.000    |
| Vereinigte Staaten (RIAA)    | 5× Platin                                                              | 5.000.000  |
| Vereinigtes Königreich (BPI) | 5× Platin                                                              | 3.000.000  |
| Insgesamt                    | 2× Gold · 41× Platin ·                                                 | 10.606.434 |

### Turn Me On
| Land/Region                  | Auszeichnungen für Musikverkäufe (Land/Region, Auszeichnung, Verkäufe) | Verkäufe  |
| ---------------------------- | ---------------------------------------------------------------------- | --------- |
| Australien (ARIA)            | 3× Platin                                                              | 210.000   |
| Deutschland (BVMI)           | Gold                                                                   | 150.000   |
| Frankreich (SNEP)            | —                                                                      | 62.800    |
| Italien (FIMI)               | Gold                                                                   | 15.000    |
| Kanada (MC)                  | 3× Platin                                                              | 240.000   |
| Mexiko (AMPROFON)            | Platin                                                                 | 60.000    |
| Neuseeland (RMNZ)            | Platin                                                                 | 15.000    |
| Österreich (IFPI)            | Gold                                                                   | 15.000    |
| Schweiz (IFPI)               | 2× Platin                                                              | 60.000    |
| Vereinigte Staaten (RIAA)    | 2× Platin                                                              | 2.600.000 |
| Vereinigtes Königreich (BPI) | Platin                                                                 | 600.000   |
| Insgesamt                    | 3× Gold · 13× Platin ·                                                 | 4.027.800 |

### I Can Only Imagine
| Land/Region       | Auszeichnungen für Musikverkäufe (Land/Region, Auszeichnung, Verkäufe) | Verkäufe |
| ----------------- | ---------------------------------------------------------------------- | -------- |
| Australien (ARIA) | Gold                                                                   | 35.000   |
| Insgesamt         | 1× Gold ·                                                              | 35.000   |

### LaserLight
| Land/Region                  | Auszeichnungen für Musikverkäufe (Land/Region, Auszeichnung, Verkäufe) | Verkäufe |
| ---------------------------- | ---------------------------------------------------------------------- | -------- |
| Australien (ARIA)            | Gold                                                                   | 35.000   |
| Vereinigtes Königreich (BPI) | Gold                                                                   | 400.000  |
| Insgesamt                    | 2× Gold ·                                                              | 435.000  |

### She Wolf (Falling to Pieces)
| Land/Region                  | Auszeichnungen für Musikverkäufe (Land/Region, Auszeichnung, Verkäufe) | Verkäufe  |
| ---------------------------- | ---------------------------------------------------------------------- | --------- |
| Australien (ARIA)            | 2× Platin                                                              | 140.000   |
| Belgien (BRMA)               | Gold                                                                   | 15.000    |
| Brasilien (PMB)              | Gold                                                                   | 30.000    |
| Dänemark (IFPI)              | Gold                                                                   | 15.000    |
| Deutschland (BVMI)           | Gold                                                                   | 150.000   |
| Frankreich (SNEP)            | Gold                                                                   | 90.700    |
| Italien (FIMI)               | 2× Platin                                                              | 60.000    |
| Neuseeland (RMNZ)            | Gold                                                                   | 7.500     |
| Österreich (IFPI)            | Gold                                                                   | 15.000    |
| Schweiz (IFPI)               | Platin                                                                 | 30.000    |
| Spanien (Promusicae)         | Gold                                                                   | 30.000    |
| Vereinigtes Königreich (BPI) | Platin                                                                 | 600.000   |
| Insgesamt                    | 8× Gold · 6× Platin ·                                                  | 1.183.200 |

### Rest of My Life
| Land/Region       | Auszeichnungen für Musikverkäufe (Land/Region, Auszeichnung, Verkäufe) | Verkäufe |
| ----------------- | ---------------------------------------------------------------------- | -------- |
| Australien (ARIA) | Platin                                                                 | 70.000   |
| Neuseeland (RMNZ) | Gold                                                                   | 7.500    |
| Insgesamt         | 1× Gold · 1× Platin ·                                                  | 77.500   |

### Just One Last Time
| Land/Region       | Auszeichnungen für Musikverkäufe (Land/Region, Auszeichnung, Verkäufe) | Verkäufe |
| ----------------- | ---------------------------------------------------------------------- | -------- |
| Italien (FIMI)    | Gold                                                                   | 15.000   |
| Neuseeland (RMNZ) | Gold                                                                   | 7.500    |
| Insgesamt         | 2× Gold ·                                                              | 22.500   |

### Play Hard
| Land/Region                  | Auszeichnungen für Musikverkäufe (Land/Region, Auszeichnung, Verkäufe) | Verkäufe  |
| ---------------------------- | ---------------------------------------------------------------------- | --------- |
| Australien (ARIA)            | Platin                                                                 | 70.000    |
| Belgien (BRMA)               | Gold                                                                   | 15.000    |
| Dänemark (IFPI)              | Gold                                                                   | 15.000    |
| Deutschland (BVMI)           | Platin                                                                 | 300.000   |
| Frankreich (SNEP)            | Gold                                                                   | 100.300   |
| Italien (FIMI)               | 3× Platin                                                              | 90.000    |
| Neuseeland (RMNZ)            | Platin                                                                 | 15.000    |
| Österreich (IFPI)            | Gold                                                                   | 15.000    |
| Schweiz (IFPI)               | Gold                                                                   | 15.000    |
| Spanien (Promusicae)         | Platin                                                                 | 60.000    |
| Vereinigtes Königreich (BPI) | Platin                                                                 | 600.000   |
| Insgesamt                    | 5× Gold · 8× Platin ·                                                  | 1.305.800 |

### Right Now
| Land/Region               | Auszeichnungen für Musikverkäufe (Land/Region, Auszeichnung, Verkäufe) | Verkäufe |
| ------------------------- | ---------------------------------------------------------------------- | -------- |
| Australien (ARIA)         | Platin                                                                 | 70.000   |
| Brasilien (PMB)           | Platin                                                                 | 60.000   |
| Schweden (IFPI)           | Platin                                                                 | 40.000   |
| Vereinigte Staaten (RIAA) | Gold                                                                   | 500.000  |
| Insgesamt                 | 1× Gold · 3× Platin ·                                                  | 670.000  |

### Shot Me Down
| Land/Region                  | Auszeichnungen für Musikverkäufe (Land/Region, Auszeichnung, Verkäufe) | Verkäufe  |
| ---------------------------- | ---------------------------------------------------------------------- | --------- |
| Australien (ARIA)            | 2× Platin                                                              | 140.000   |
| Deutschland (BVMI)           | Gold                                                                   | 150.000   |
| Frankreich (SNEP)            | —                                                                      | 38.900    |
| Italien (FIMI)               | Gold                                                                   | 25.000    |
| Kanada (MC)                  | Gold                                                                   | 40.000    |
| Mexiko (AMPROFON)            | Platin                                                                 | 60.000    |
| Neuseeland (RMNZ)            | Gold                                                                   | 7.500     |
| Österreich (IFPI)            | Gold                                                                   | 15.000    |
| Schweden (IFPI)              | 2× Platin                                                              | 80.000    |
| Schweiz (IFPI)               | Gold                                                                   | 15.000    |
| Spanien (Promusicae)         | Gold                                                                   | 30.000    |
| Vereinigtes Königreich (BPI) | Gold                                                                   | 400.000   |
| Insgesamt                    | 8× Gold · 5× Platin ·                                                  | 1.001.400 |

### Bad
| Land/Region                  | Auszeichnungen für Musikverkäufe (Land/Region, Auszeichnung, Verkäufe) | Verkäufe  |
| ---------------------------- | ---------------------------------------------------------------------- | --------- |
| Australien (ARIA)            | 2× Platin                                                              | 140.000   |
| Frankreich (SNEP)            | —                                                                      | 41.700    |
| Italien (FIMI)               | Platin                                                                 | 30.000    |
| Kanada (MC)                  | Gold                                                                   | 40.000    |
| Mexiko (AMPROFON)            | Platin                                                                 | 60.000    |
| Neuseeland (RMNZ)            | Gold                                                                   | 7.500     |
| Polen (ZPAV)                 | Gold                                                                   | 25.000    |
| Schweden (IFPI)              | 5× Platin                                                              | 200.000   |
| Spanien (Promusicae)         | Platin                                                                 | 40.000    |
| Vereinigte Staaten (RIAA)    | Platin                                                                 | 1.000.000 |
| Vereinigtes Königreich (BPI) | Gold                                                                   | 400.000   |
| Insgesamt                    | 4× Gold · 11× Platin ·                                                 | 1.984.200 |

### Lovers on the Sun
| Land/Region                  | Auszeichnungen für Musikverkäufe (Land/Region, Auszeichnung, Verkäufe) | Verkäufe  |
| ---------------------------- | ---------------------------------------------------------------------- | --------- |
| Australien (ARIA)            | Platin                                                                 | 70.000    |
| Deutschland (BVMI)           | Platin                                                                 | 400.000   |
| Frankreich (SNEP)            | —                                                                      | 54.300    |
| Italien (FIMI)               | 2× Platin                                                              | 60.000    |
| Mexiko (AMPROFON)            | Gold                                                                   | 30.000    |
| Neuseeland (RMNZ)            | Gold                                                                   | 7.500     |
| Österreich (IFPI)            | Gold                                                                   | 15.000    |
| Schweden (IFPI)              | 3× Platin                                                              | 120.000   |
| Schweiz (IFPI)               | Platin                                                                 | 30.000    |
| Spanien (Promusicae)         | Platin                                                                 | 40.000    |
| Vereinigtes Königreich (BPI) | Platin                                                                 | 600.000   |
| Insgesamt                    | 3× Gold · 10× Platin ·                                                 | 1.426.800 |

### Dangerous
| Land/Region                  | Auszeichnungen für Musikverkäufe (Land/Region, Auszeichnung, Verkäufe) | Verkäufe  |
| ---------------------------- | ---------------------------------------------------------------------- | --------- |
| Australien (ARIA)            | Platin                                                                 | 70.000    |
| Belgien (BRMA)               | Gold                                                                   | 15.000    |
| Dänemark (IFPI)              | Platin                                                                 | 60.000    |
| Deutschland (BVMI)           | 3× Gold                                                                | 600.000   |
| Frankreich (SNEP)            | —                                                                      | 117.200   |
| Italien (FIMI)               | 3× Platin                                                              | 90.000    |
| Kanada (MC)                  | Platin                                                                 | 80.000    |
| Neuseeland (RMNZ)            | Platin                                                                 | 15.000    |
| Österreich (IFPI)            | Gold                                                                   | 15.000    |
| Schweden (IFPI)              | 3× Platin                                                              | 120.000   |
| Schweiz (IFPI)               | Platin                                                                 | 30.000    |
| Spanien (Promusicae)         | 2× Platin                                                              | 80.000    |
| Vereinigte Staaten (RIAA)    | Platin                                                                 | 1.000.000 |
| Vereinigtes Königreich (BPI) | Platin                                                                 | 600.000   |
| Insgesamt                    | 3× Gold · 16× Platin ·                                                 | 2.892.200 |

### What I Did for Love
| Land/Region                  | Auszeichnungen für Musikverkäufe (Land/Region, Auszeichnung, Verkäufe) | Verkäufe |
| ---------------------------- | ---------------------------------------------------------------------- | -------- |
| Australien (ARIA)            | Gold                                                                   | 35.000   |
| Deutschland (BVMI)           | Gold                                                                   | 200.000  |
| Italien (FIMI)               | Gold                                                                   | 25.000   |
| Schweden (IFPI)              | Gold                                                                   | 20.000   |
| Vereinigtes Königreich (BPI) | Platin                                                                 | 600.000  |
| Insgesamt                    | 4× Gold · 1× Platin ·                                                  | 880.000  |

### Hey Mama
| Land/Region                  | Auszeichnungen für Musikverkäufe (Land/Region, Auszeichnung, Verkäufe) | Verkäufe  |
| ---------------------------- | ---------------------------------------------------------------------- | --------- |
| Australien (ARIA)            | 2× Platin                                                              | 140.000   |
| Belgien (BRMA)               | 2× Platin                                                              | 60.000    |
| Dänemark (IFPI)              | Platin                                                                 | 60.000    |
| Deutschland (BVMI)           | Platin                                                                 | 400.000   |
| Frankreich (SNEP)            | —                                                                      | 49.900    |
| Italien (FIMI)               | 3× Platin                                                              | 150.000   |
| Kanada (MC)                  | 3× Platin                                                              | 240.000   |
| Neuseeland (RMNZ)            | 2× Platin                                                              | 60.000    |
| Niederlande (NVPI)           | Platin                                                                 | 30.000    |
| Norwegen (IFPI)              | 2× Platin                                                              | 120.000   |
| Österreich (IFPI)            | Gold                                                                   | 15.000    |
| Polen (ZPAV)                 | Platin                                                                 | 50.000    |
| Schweden (IFPI)              | 2× Platin                                                              | 80.000    |
| Schweiz (IFPI)               | Platin                                                                 | 30.000    |
| Spanien (Promusicae)         | Platin                                                                 | 40.000    |
| Vereinigte Staaten (RIAA)    | 4× Platin                                                              | 4.000.000 |
| Vereinigtes Königreich (BPI) | Platin                                                                 | 600.000   |
| Insgesamt                    | 1× Gold · 27× Platin ·                                                 | 6.124.900 |

### Bang My Head
| Land/Region                  | Auszeichnungen für Musikverkäufe (Land/Region, Auszeichnung, Verkäufe) | Verkäufe  |
| ---------------------------- | ---------------------------------------------------------------------- | --------- |
| Belgien (BRMA)               | Gold                                                                   | 15.000    |
| Dänemark (IFPI)              | Gold                                                                   | 30.000    |
| Deutschland (BVMI)           | Gold                                                                   | 200.000   |
| Frankreich (SNEP)            | Diamant                                                                | 233.333   |
| Italien (FIMI)               | 2× Platin                                                              | 100.000   |
| Neuseeland (RMNZ)            | Platin                                                                 | 15.000    |
| Polen (ZPAV)                 | Platin                                                                 | 20.000    |
| Schweden (IFPI)              | Platin                                                                 | 40.000    |
| Schweiz (IFPI)               | Gold                                                                   | 15.000    |
| Spanien (Promusicae)         | 2× Platin                                                              | 80.000    |
| Vereinigte Staaten (RIAA)    | Gold                                                                   | 500.000   |
| Vereinigtes Königreich (BPI) | Platin                                                                 | 600.000   |
| Insgesamt                    | 5× Gold · 8× Platin · 1× Diamant ·                                     | 1.848.333 |

### This One’s for You
| Land/Region                  | Auszeichnungen für Musikverkäufe (Land/Region, Auszeichnung, Verkäufe) | Verkäufe  |
| ---------------------------- | ---------------------------------------------------------------------- | --------- |
| Belgien (BRMA)               | Platin                                                                 | 30.000    |
| Dänemark (IFPI)              | Platin                                                                 | 90.000    |
| Deutschland (BVMI)           | Gold                                                                   | 200.000   |
| Frankreich (SNEP)            | Diamant                                                                | 233.333   |
| Italien (FIMI)               | 3× Platin                                                              | 150.000   |
| Neuseeland (RMNZ)            | Gold                                                                   | 15.000    |
| Norwegen (IFPI)              | 2× Platin                                                              | 80.000    |
| Österreich (IFPI)            | Gold                                                                   | 15.000    |
| Polen (ZPAV)                 | Platin                                                                 | 50.000    |
| Portugal (AFP)               | Platin                                                                 | 10.000    |
| Schweiz (IFPI)               | Gold                                                                   | 15.000    |
| Spanien (Promusicae)         | Platin                                                                 | 40.000    |
| Vereinigte Staaten (RIAA)    | Gold                                                                   | 500.000   |
| Vereinigtes Königreich (BPI) | Gold                                                                   | 400.000   |
| Insgesamt                    | 6× Gold · 10× Platin · 1× Diamant ·                                    | 1.828.333 |

### Would I Lie to You
| Land/Region        | Auszeichnungen für Musikverkäufe (Land/Region, Auszeichnung, Verkäufe) | Verkäufe |
| ------------------ | ---------------------------------------------------------------------- | -------- |
| Deutschland (BVMI) | Platin                                                                 | 400.000  |
| Frankreich (SNEP)  | Gold                                                                   | 66.666   |
| Italien (FIMI)     | Platin                                                                 | 50.000   |
| Österreich (IFPI)  | Gold                                                                   | 15.000   |
| Polen (ZPAV)       | 2× Platin                                                              | 100.000  |
| Insgesamt          | 2× Gold · 4× Platin ·                                                  | 631.666  |

### Shed a Light
| Land/Region                  | Auszeichnungen für Musikverkäufe (Land/Region, Auszeichnung, Verkäufe) | Verkäufe  |
| ---------------------------- | ---------------------------------------------------------------------- | --------- |
| Australien (ARIA)            | 2× Platin                                                              | 140.000   |
| Dänemark (IFPI)              | Gold                                                                   | 45.000    |
| Deutschland (BVMI)           | Platin                                                                 | 400.000   |
| Frankreich (SNEP)            | Gold                                                                   | 66.666    |
| Italien (FIMI)               | 2× Platin                                                              | 100.000   |
| Kanada (MC)                  | Platin                                                                 | 80.000    |
| Neuseeland (RMNZ)            | Platin                                                                 | 30.000    |
| Österreich (IFPI)            | Gold                                                                   | 15.000    |
| Polen (ZPAV)                 | Gold                                                                   | 25.000    |
| Spanien (Promusicae)         | Gold                                                                   | 20.000    |
| Vereinigte Staaten (RIAA)    | —                                                                      | 11.000    |
| Vereinigtes Königreich (BPI) | Gold                                                                   | 400.000   |
| Insgesamt                    | 6× Gold · 7× Platin ·                                                  | 1.332.666 |

### Versace on the Floor
| Land/Region               | Auszeichnungen für Musikverkäufe (Land/Region, Auszeichnung, Verkäufe) | Verkäufe  |
| ------------------------- | ---------------------------------------------------------------------- | --------- |
| Italien (FIMI)            | Gold                                                                   | 25.000    |
| Vereinigte Staaten (RIAA) | Platin                                                                 | 1.000.000 |
| Insgesamt                 | 1× Gold · 1× Platin ·                                                  | 1.025.000 |

### 2U
| Land/Region                  | Auszeichnungen für Musikverkäufe (Land/Region, Auszeichnung, Verkäufe) | Verkäufe  |
| ---------------------------- | ---------------------------------------------------------------------- | --------- |
| Australien (ARIA)            | 3× Platin                                                              | 210.000   |
| Belgien (BRMA)               | Platin                                                                 | 30.000    |
| Dänemark (IFPI)              | Platin                                                                 | 90.000    |
| Deutschland (BVMI)           | Platin                                                                 | 400.000   |
| Frankreich (SNEP)            | Diamant                                                                | 333.333   |
| Italien (FIMI)               | 2× Platin                                                              | 100.000   |
| Kanada (MC)                  | 2× Platin                                                              | 160.000   |
| Neuseeland (RMNZ)            | 2× Platin                                                              | 60.000    |
| Norwegen (IFPI)              | 3× Platin                                                              | 180.000   |
| Österreich (IFPI)            | Gold                                                                   | 15.000    |
| Polen (ZPAV)                 | 2× Platin                                                              | 100.000   |
| Portugal (AFP)               | Platin                                                                 | 10.000    |
| Schweiz (IFPI)               | Platin                                                                 | 20.000    |
| Spanien (Promusicae)         | Platin                                                                 | 40.000    |
| Vereinigte Staaten (RIAA)    | Platin                                                                 | 1.000.000 |
| Vereinigtes Königreich (BPI) | Platin                                                                 | 600.000   |
| Insgesamt                    | 1× Gold · 22× Platin · 1× Diamant ·                                    | 3.348.333 |

### Complicated
| Land/Region        | Auszeichnungen für Musikverkäufe (Land/Region, Auszeichnung, Verkäufe) | Verkäufe |
| ------------------ | ---------------------------------------------------------------------- | -------- |
| Belgien (BRMA)     | Platin                                                                 | 30.000   |
| Deutschland (BVMI) | Gold                                                                   | 200.000  |
| Schweden (IFPI)    | Gold                                                                   | 20.000   |
| Insgesamt          | 2× Gold · 1× Platin ·                                                  | 250.000  |

### Dirty Sexy Money
| Land/Region                  | Auszeichnungen für Musikverkäufe (Land/Region, Auszeichnung, Verkäufe) | Verkäufe |
| ---------------------------- | ---------------------------------------------------------------------- | -------- |
| Australien (ARIA)            | Platin                                                                 | 70.000   |
| Frankreich (SNEP)            | Gold                                                                   | 66.666   |
| Neuseeland (RMNZ)            | Platin                                                                 | 30.000   |
| Vereinigtes Königreich (BPI) | Silber                                                                 | 200.000  |
| Insgesamt                    | 1× Silber · 1× Gold · 2× Platin ·                                      | 366.666  |

### So Far Away
| Land/Region               | Auszeichnungen für Musikverkäufe (Land/Region, Auszeichnung, Verkäufe) | Verkäufe |
| ------------------------- | ---------------------------------------------------------------------- | -------- |
| Australien (ARIA)         | Gold                                                                   | 35.000   |
| Belgien (BRMA)            | Gold                                                                   | 15.000   |
| Brasilien (PMB)           | Platin                                                                 | 40.000   |
| Frankreich (SNEP)         | Gold                                                                   | 100.000  |
| Italien (FIMI)            | Gold                                                                   | 25.000   |
| Kanada (MC)               | Gold                                                                   | 40.000   |
| Mexiko (AMPROFON)         | 3× Gold                                                                | 90.000   |
| Neuseeland (RMNZ)         | Gold                                                                   | 15.000   |
| Österreich (IFPI)         | Gold                                                                   | 15.000   |
| Polen (ZPAV)              | Gold                                                                   | 25.000   |
| Spanien (Promusicae)      | Gold                                                                   | 30.000   |
| Vereinigte Staaten (RIAA) | Gold                                                                   | 500.000  |
| Insgesamt                 | 11× Gold · 2× Platin ·                                                 | 930.000  |

### Mad Love
| Land/Region                  | Auszeichnungen für Musikverkäufe (Land/Region, Auszeichnung, Verkäufe) | Verkäufe  |
| ---------------------------- | ---------------------------------------------------------------------- | --------- |
| Brasilien (PMB)              | 2× Platin                                                              | 80.000    |
| Dänemark (IFPI)              | Gold                                                                   | 45.000    |
| Deutschland (BVMI)           | Gold                                                                   | 200.000   |
| Frankreich (SNEP)            | Platin                                                                 | 200.000   |
| Italien (FIMI)               | Platin                                                                 | 50.000    |
| Kanada (MC)                  | Platin                                                                 | 80.000    |
| Polen (ZPAV)                 | 2× Platin                                                              | 40.000    |
| Spanien (Promusicae)         | Platin                                                                 | 40.000    |
| Vereinigtes Königreich (BPI) | Gold                                                                   | 400.000   |
| Insgesamt                    | 3× Gold · 8× Platin ·                                                  | 1.135.000 |

### Like I Do
| Land/Region                  | Auszeichnungen für Musikverkäufe (Land/Region, Auszeichnung, Verkäufe) | Verkäufe  |
| ---------------------------- | ---------------------------------------------------------------------- | --------- |
| Dänemark (IFPI)              | Platin                                                                 | 90.000    |
| Deutschland (BVMI)           | Gold                                                                   | 200.000   |
| Frankreich (SNEP)            | Platin                                                                 | 200.000   |
| Italien (FIMI)               | Platin                                                                 | 50.000    |
| Kanada (MC)                  | Platin                                                                 | 80.000    |
| Neuseeland (RMNZ)            | Gold                                                                   | 15.000    |
| Norwegen (IFPI)              | Platin                                                                 | 60.000    |
| Österreich (IFPI)            | Gold                                                                   | 15.000    |
| Polen (ZPAV)                 | Platin                                                                 | 20.000    |
| Spanien (Promusicae)         | Gold                                                                   | 30.000    |
| Vereinigte Staaten (RIAA)    | Gold                                                                   | 500.000   |
| Vereinigtes Königreich (BPI) | Gold                                                                   | 400.000   |
| Insgesamt                    | 6× Gold · 6× Platin ·                                                  | 1.660.000 |

### Flames
| Land/Region                  | Auszeichnungen für Musikverkäufe (Land/Region, Auszeichnung, Verkäufe) | Verkäufe  |
| ---------------------------- | ---------------------------------------------------------------------- | --------- |
| Australien (ARIA)            | 2× Platin                                                              | 140.000   |
| Belgien (BRMA)               | Gold                                                                   | 15.000    |
| Dänemark (IFPI)              | Platin                                                                 | 90.000    |
| Deutschland (BVMI)           | Platin                                                                 | 400.000   |
| Frankreich (SNEP)            | Diamant                                                                | 333.333   |
| Italien (FIMI)               | 2× Platin                                                              | 100.000   |
| Kanada (MC)                  | Platin                                                                 | 80.000    |
| Neuseeland (RMNZ)            | Platin                                                                 | 30.000    |
| Norwegen (IFPI)              | 2× Platin                                                              | 120.000   |
| Österreich (IFPI)            | Platin                                                                 | 30.000    |
| Polen (ZPAV)                 | 4× Platin                                                              | 200.000   |
| Portugal (AFP)               | Platin                                                                 | 10.000    |
| Schweiz (IFPI)               | Gold                                                                   | 10.000    |
| Spanien (Promusicae)         | 2× Platin                                                              | 120.000   |
| Vereinigtes Königreich (BPI) | 2× Platin                                                              | 1.200.000 |
| Insgesamt                    | 2× Gold · 20× Platin · 1× Diamant ·                                    | 2.878.333 |

### Your Love
| Land/Region  | Auszeichnungen für Musikverkäufe (Land/Region, Auszeichnung, Verkäufe) | Verkäufe |
| ------------ | ---------------------------------------------------------------------- | -------- |
| Polen (ZPAV) | Gold                                                                   | 25.000   |
| Insgesamt    | 1× Gold ·                                                              | 25.000   |

### Don’t Leave Me Alone
| Land/Region                  | Auszeichnungen für Musikverkäufe (Land/Region, Auszeichnung, Verkäufe) | Verkäufe  |
| ---------------------------- | ---------------------------------------------------------------------- | --------- |
| Australien (ARIA)            | Platin                                                                 | 70.000    |
| Belgien (BRMA)               | Gold                                                                   | 20.000    |
| Frankreich (SNEP)            | Gold                                                                   | 100.000   |
| Italien (FIMI)               | Gold                                                                   | 25.000    |
| Kanada (MC)                  | Platin                                                                 | 80.000    |
| Neuseeland (RMNZ)            | Gold                                                                   | 15.000    |
| Norwegen (IFPI)              | Gold                                                                   | 30.000    |
| Polen (ZPAV)                 | Platin                                                                 | 20.000    |
| Vereinigte Staaten (RIAA)    | Gold                                                                   | 500.000   |
| Vereinigtes Königreich (BPI) | Gold                                                                   | 400.000   |
| Insgesamt                    | 7× Gold · 3× Platin ·                                                  | 1.260.000 |

### Goodbye
| Land/Region                  | Auszeichnungen für Musikverkäufe (Land/Region, Auszeichnung, Verkäufe) | Verkäufe  |
| ---------------------------- | ---------------------------------------------------------------------- | --------- |
| Australien (ARIA)            | Platin                                                                 | 70.000    |
| Frankreich (SNEP)            | Gold                                                                   | 100.000   |
| Italien (FIMI)               | Gold                                                                   | 25.000    |
| Kanada (MC)                  | Platin                                                                 | 80.000    |
| Neuseeland (RMNZ)            | Gold                                                                   | 15.000    |
| Österreich (IFPI)            | Gold                                                                   | 15.000    |
| Polen (ZPAV)                 | Gold                                                                   | 10.000    |
| Spanien (Promusicae)         | Gold                                                                   | 30.000    |
| Vereinigte Staaten (RIAA)    | Gold                                                                   | 500.000   |
| Vereinigtes Königreich (BPI) | Gold                                                                   | 400.000   |
| Insgesamt                    | 8× Gold · 2× Platin ·                                                  | 1.245.000 |

### Drive
| Land/Region       | Auszeichnungen für Musikverkäufe (Land/Region, Auszeichnung, Verkäufe) | Verkäufe |
| ----------------- | ---------------------------------------------------------------------- | -------- |
| Frankreich (SNEP) | Gold                                                                   | 100.000  |
| Insgesamt         | 1× Gold ·                                                              | 100.000  |

### Say My Name
| Land/Region                  | Auszeichnungen für Musikverkäufe (Land/Region, Auszeichnung, Verkäufe) | Verkäufe  |
| ---------------------------- | ---------------------------------------------------------------------- | --------- |
| Belgien (BRMA)               | Gold                                                                   | 20.000    |
| Deutschland (BVMI)           | Gold                                                                   | 200.000   |
| Frankreich (SNEP)            | Diamant                                                                | 333.333   |
| Italien (FIMI)               | Platin                                                                 | 50.000    |
| Kanada (MC)                  | Platin                                                                 | 80.000    |
| Mexiko (AMPROFON)            | Gold                                                                   | 30.000    |
| Norwegen (IFPI)              | Gold                                                                   | 30.000    |
| Österreich (IFPI)            | Gold                                                                   | 15.000    |
| Polen (ZPAV)                 | 3× Platin                                                              | 150.000   |
| Portugal (AFP)               | Platin                                                                 | 10.000    |
| Spanien (Promusicae)         | 2× Platin                                                              | 120.000   |
| Vereinigte Staaten (RIAA)    | Platin                                                                 | 1.000.000 |
| Vereinigtes Königreich (BPI) | Silber                                                                 | 200.000   |
| Insgesamt                    | 1× Silber · 5× Gold · 9× Platin · 1× Diamant ·                         | 2.238.333 |

### Instagram
| Land/Region          | Auszeichnungen für Musikverkäufe (Land/Region, Auszeichnung, Verkäufe) | Verkäufe |
| -------------------- | ---------------------------------------------------------------------- | -------- |
| Belgien (BRMA)       | 2× Platin                                                              | 80.000   |
| Deutschland (BVMI)   | Gold                                                                   | 200.000  |
| Frankreich (SNEP)    | Gold                                                                   | 100.000  |
| Italien (FIMI)       | Gold                                                                   | 35.000   |
| Mexiko (AMPROFON)    | Platin                                                                 | 140.000  |
| Polen (ZPAV)         | Platin                                                                 | 20.000   |
| Portugal (AFP)       | Gold                                                                   | 5.000    |
| Schweiz (IFPI)       | Gold                                                                   | 10.000   |
| Spanien (Promusicae) | Platin                                                                 | 60.000   |
| Insgesamt            | 5× Gold · 5× Platin ·                                                  | 650.000  |

### Stay (Don’t Go Away)
| Land/Region                  | Auszeichnungen für Musikverkäufe (Land/Region, Auszeichnung, Verkäufe) | Verkäufe |
| ---------------------------- | ---------------------------------------------------------------------- | -------- |
| Frankreich (SNEP)            | Gold                                                                   | 100.000  |
| Vereinigtes Königreich (BPI) | Silber                                                                 | 200.000  |
| Insgesamt                    | 1× Silber · 1× Gold ·                                                  | 300.000  |

### Let’s Love
| Land/Region          | Auszeichnungen für Musikverkäufe (Land/Region, Auszeichnung, Verkäufe) | Verkäufe |
| -------------------- | ---------------------------------------------------------------------- | -------- |
| Belgien (BRMA)       | Gold                                                                   | 20.000   |
| Frankreich (SNEP)    | Platin                                                                 | 200.000  |
| Italien (FIMI)       | Platin                                                                 | 70.000   |
| Polen (ZPAV)         | Platin                                                                 | 50.000   |
| Portugal (AFP)       | Gold                                                                   | 5.000    |
| Schweiz (IFPI)       | Platin                                                                 | 20.000   |
| Spanien (Promusicae) | Platin                                                                 | 60.000   |
| Insgesamt            | 2× Gold · 5× Platin ·                                                  | 425.000  |

### Floating Through Space
| Land/Region       | Auszeichnungen für Musikverkäufe (Land/Region, Auszeichnung, Verkäufe) | Verkäufe |
| ----------------- | ---------------------------------------------------------------------- | -------- |
| Frankreich (SNEP) | Platin                                                                 | 200.000  |
| Österreich (IFPI) | Gold                                                                   | 15.000   |
| Insgesamt         | 1× Gold · 1× Platin ·                                                  | 215.000  |

### Bed
| Land/Region                  | Auszeichnungen für Musikverkäufe (Land/Region, Auszeichnung, Verkäufe) | Verkäufe  |
| ---------------------------- | ---------------------------------------------------------------------- | --------- |
| Australien (ARIA)            | 2× Platin                                                              | 140.000   |
| Dänemark (IFPI)              | Platin                                                                 | 90.000    |
| Deutschland (BVMI)           | Gold                                                                   | 200.000   |
| Frankreich (SNEP)            | Gold                                                                   | 100.000   |
| Italien (FIMI)               | Platin                                                                 | 70.000    |
| Kanada (MC)                  | Platin                                                                 | 80.000    |
| Österreich (IFPI)            | Platin                                                                 | 30.000    |
| Polen (ZPAV)                 | Platin                                                                 | 50.000    |
| Portugal (AFP)               | Gold                                                                   | 5.000     |
| Schweiz (IFPI)               | Platin                                                                 | 20.000    |
| Spanien (Promusicae)         | Gold                                                                   | 30.000    |
| Vereinigtes Königreich (BPI) | 2× Platin                                                              | 1.200.000 |
| Insgesamt                    | 4× Gold · 10× Platin ·                                                 | 2.015.000 |

### Heartbreak Anthem
| Land/Region                  | Auszeichnungen für Musikverkäufe (Land/Region, Auszeichnung, Verkäufe) | Verkäufe  |
| ---------------------------- | ---------------------------------------------------------------------- | --------- |
| Dänemark (IFPI)              | Gold                                                                   | 45.000    |
| Italien (FIMI)               | Gold                                                                   | 50.000    |
| Kanada (MC)                  | Platin                                                                 | 80.000    |
| Österreich (IFPI)            | Gold                                                                   | 15.000    |
| Polen (ZPAV)                 | Platin                                                                 | 50.000    |
| Portugal (AFP)               | Gold                                                                   | 5.000     |
| Spanien (Promusicae)         | Gold                                                                   | 30.000    |
| Vereinigte Staaten (RIAA)    | Gold                                                                   | 500.000   |
| Vereinigtes Königreich (BPI) | 2× Platin                                                              | 1.200.000 |
| Insgesamt                    | 6× Gold · 4× Platin ·                                                  | 1.975.000 |

### Love Tonight (David Guetta Remix)
| Land/Region          | Auszeichnungen für Musikverkäufe (Land/Region, Auszeichnung, Verkäufe) | Verkäufe |
| -------------------- | ---------------------------------------------------------------------- | -------- |
| Spanien (Promusicae) | Gold                                                                   | 30.000   |
| Insgesamt            | 1× Gold ·                                                              | 30.000   |

### Remember
| Land/Region                  | Auszeichnungen für Musikverkäufe (Land/Region, Auszeichnung, Verkäufe) | Verkäufe  |
| ---------------------------- | ---------------------------------------------------------------------- | --------- |
| Australien (ARIA)            | 3× Platin                                                              | 210.000   |
| Brasilien (PMB)              | Platin                                                                 | 40.000    |
| Dänemark (IFPI)              | Platin                                                                 | 90.000    |
| Frankreich (SNEP)            | Gold                                                                   | 100.000   |
| Italien (FIMI)               | Gold                                                                   | 50.000    |
| Neuseeland (RMNZ)            | 3× Platin                                                              | 90.000    |
| Norwegen (IFPI)              | 2× Platin                                                              | 120.000   |
| Polen (ZPAV)                 | Platin                                                                 | 50.000    |
| Portugal (AFP)               | Gold                                                                   | 5.000     |
| Schweden (IFPI)              | 2× Platin                                                              | 160.000   |
| Spanien (Promusicae)         | Gold                                                                   | 30.000    |
| Vereinigte Staaten (RIAA)    | Gold                                                                   | 500.000   |
| Vereinigtes Königreich (BPI) | 3× Platin                                                              | 1.800.000 |
| Insgesamt                    | 5× Gold · 16× Platin ·                                                 | 3.245.000 |

### If You Really Love Me (How Will I Know)
| Land/Region                  | Auszeichnungen für Musikverkäufe (Land/Region, Auszeichnung, Verkäufe) | Verkäufe |
| ---------------------------- | ---------------------------------------------------------------------- | -------- |
| Österreich (IFPI)            | Gold                                                                   | 15.000   |
| Vereinigtes Königreich (BPI) | Gold                                                                   | 400.000  |
| Insgesamt                    | 2× Gold ·                                                              | 415.000  |

### What Would You Do?
| Land/Region                  | Auszeichnungen für Musikverkäufe (Land/Region, Auszeichnung, Verkäufe) | Verkäufe |
| ---------------------------- | ---------------------------------------------------------------------- | -------- |
| Vereinigtes Königreich (BPI) | Gold                                                                   | 400.000  |
| Insgesamt                    | 1× Gold ·                                                              | 400.000  |

### Crazy What Love Can Do
| Land/Region                  | Auszeichnungen für Musikverkäufe (Land/Region, Auszeichnung, Verkäufe) | Verkäufe  |
| ---------------------------- | ---------------------------------------------------------------------- | --------- |
| Australien (ARIA)            | Platin                                                                 | 70.000    |
| Dänemark (IFPI)              | Gold                                                                   | 45.000    |
| Deutschland (BVMI)           | Gold                                                                   | 200.000   |
| Frankreich (SNEP)            | Platin                                                                 | 200.000   |
| Italien (FIMI)               | Platin                                                                 | 100.000   |
| Kanada (MC)                  | Platin                                                                 | 80.000    |
| Österreich (IFPI)            | Platin                                                                 | 30.000    |
| Polen (ZPAV)                 | 2× Platin                                                              | 100.000   |
| Schweiz (IFPI)               | 2× Platin                                                              | 40.000    |
| Spanien (Promusicae)         | Gold                                                                   | 30.000    |
| Vereinigtes Königreich (BPI) | 2× Platin                                                              | 1.200.000 |
| Insgesamt                    | 3× Gold · 11× Platin ·                                                 | 2.095.000 |

### On Repeat
| Land/Region  | Auszeichnungen für Musikverkäufe (Land/Region, Auszeichnung, Verkäufe) | Verkäufe |
| ------------ | ---------------------------------------------------------------------- | -------- |
| Polen (ZPAV) | 2× Platin                                                              | 100.000  |
| Insgesamt    | 2× Platin ·                                                            | 100.000  |

### Don’t You Worry
| Land/Region          | Auszeichnungen für Musikverkäufe (Land/Region, Auszeichnung, Verkäufe) | Verkäufe |
| -------------------- | ---------------------------------------------------------------------- | -------- |
| Brasilien (PMB)      | 2× Platin                                                              | 80.000   |
| Frankreich (SNEP)    | Diamant                                                                | 333.333  |
| Italien (FIMI)       | 2× Platin                                                              | 200.000  |
| Kanada (MC)          | Gold                                                                   | 40.000   |
| Österreich (IFPI)    | Platin                                                                 | 30.000   |
| Polen (ZPAV)         | Platin                                                                 | 50.000   |
| Schweiz (IFPI)       | Gold                                                                   | 10.000   |
| Spanien (Promusicae) | Platin                                                                 | 60.000   |
| Ungarn (MAHASZ)      | Platin                                                                 | 4.000    |
| Insgesamt            | 2× Gold · 8× Platin · 1× Diamant ·                                     | 807.333  |

### Satisfaction
| Land/Region          | Auszeichnungen für Musikverkäufe (Land/Region, Auszeichnung, Verkäufe) | Verkäufe |
| -------------------- | ---------------------------------------------------------------------- | -------- |
| Polen (ZPAV)         | Gold                                                                   | 25.000   |
| Spanien (Promusicae) | Gold                                                                   | 30.000   |
| Insgesamt            | 2× Gold ·                                                              | 55.000   |

### I’m Good (Blue)
| Land/Region                  | Auszeichnungen für Musikverkäufe (Land/Region, Auszeichnung, Verkäufe) | Verkäufe  |
| ---------------------------- | ---------------------------------------------------------------------- | --------- |
| Australien (ARIA)            | 4× Platin                                                              | 280.000   |
| Brasilien (PMB)              | 3× Platin                                                              | 120.000   |
| Dänemark (IFPI)              | 3× Platin                                                              | 270.000   |
| Deutschland (BVMI)           | 3× Gold                                                                | 600.000   |
| Frankreich (SNEP)            | Diamant                                                                | 333.333   |
| Griechenland (IFPI)          | 2× Platin                                                              | 40.000    |
| Italien (FIMI)               | 4× Platin                                                              | 400.000   |
| Kanada (MC)                  | 9× Platin                                                              | 720.000   |
| Neuseeland (RMNZ)            | 4× Platin                                                              | 120.000   |
| Österreich (IFPI)            | 4× Platin                                                              | 120.000   |
| Polen (ZPAV)                 | Diamant                                                                | 250.000   |
| Portugal (AFP)               | 5× Platin                                                              | 50.000    |
| Schweiz (IFPI)               | 8× Platin                                                              | 160.000   |
| Spanien (Promusicae)         | 4× Platin                                                              | 240.000   |
| Vereinigte Staaten (RIAA)    | 2× Platin                                                              | 2.000.000 |
| Vereinigtes Königreich (BPI) | 3× Platin                                                              | 1.800.000 |
| Insgesamt                    | 1× Gold · 56× Platin · 2× Diamant ·                                    | 7.503.333 |

### Baby Don’t Hurt Me
| Land/Region                  | Auszeichnungen für Musikverkäufe (Land/Region, Auszeichnung, Verkäufe) | Verkäufe  |
| ---------------------------- | ---------------------------------------------------------------------- | --------- |
| Australien (ARIA)            | Platin                                                                 | 70.000    |
| Dänemark (IFPI)              | Gold                                                                   | 45.000    |
| Deutschland (BVMI)           | Gold                                                                   | 300.000   |
| Frankreich (SNEP)            | Diamant                                                                | 333.333   |
| Griechenland (IFPI)          | Gold                                                                   | 10.000    |
| Italien (FIMI)               | 2× Platin                                                              | 200.000   |
| Kanada (MC)                  | 2× Platin                                                              | 160.000   |
| Österreich (IFPI)            | Platin                                                                 | 30.000    |
| Polen (ZPAV)                 | Platin                                                                 | 50.000    |
| Portugal (AFP)               | Platin                                                                 | 10.000    |
| Schweiz (IFPI)               | 3× Platin                                                              | 60.000    |
| Spanien (Promusicae)         | Platin                                                                 | 60.000    |
| Vereinigtes Königreich (BPI) | Platin                                                                 | 600.000   |
| Insgesamt                    | 3× Gold · 13× Platin · 1× Diamant ·                                    | 1.928.333 |

### Be My Lover
| Land/Region       | Auszeichnungen für Musikverkäufe (Land/Region, Auszeichnung, Verkäufe) | Verkäufe |
| ----------------- | ---------------------------------------------------------------------- | -------- |
| Frankreich (SNEP) | Gold                                                                   | 100.000  |
| Polen (ZPAV)      | Gold                                                                   | 25.000   |
| Schweiz (IFPI)    | Platin                                                                 | 20.000   |
| Insgesamt         | 2× Gold · 1× Platin ·                                                  | 145.000  |

### On My Love
| Land/Region                  | Auszeichnungen für Musikverkäufe (Land/Region, Auszeichnung, Verkäufe) | Verkäufe |
| ---------------------------- | ---------------------------------------------------------------------- | -------- |
| Frankreich (SNEP)            | Platin                                                                 | 200.000  |
| Schweden (IFPI)              | Gold                                                                   | 40.000   |
| Vereinigtes Königreich (BPI) | Gold                                                                   | 400.000  |
| Insgesamt                    | 2× Gold · 1× Platin ·                                                  | 640.000  |

### When We Were Young (The Logical Song)
| Land/Region                  | Auszeichnungen für Musikverkäufe (Land/Region, Auszeichnung, Verkäufe) | Verkäufe |
| ---------------------------- | ---------------------------------------------------------------------- | -------- |
| Belgien (BRMA)               | Platin                                                                 | 40.000   |
| Frankreich (SNEP)            | Platin                                                                 | 200.000  |
| Polen (ZPAV)                 | Platin                                                                 | 50.000   |
| Schweiz (IFPI)               | Platin                                                                 | 30.000   |
| Spanien (Promusicae)         | Gold                                                                   | 30.000   |
| Vereinigtes Königreich (BPI) | Silber                                                                 | 200.000  |
| Insgesamt                    | 1× Silber · 1× Gold · 4× Platin ·                                      | 550.000  |

### Vocation
| Land/Region          | Auszeichnungen für Musikverkäufe (Land/Region, Auszeichnung, Verkäufe) | Verkäufe |
| -------------------- | ---------------------------------------------------------------------- | -------- |
| Spanien (Promusicae) | Gold                                                                   | 30.000   |
| Insgesamt            | 1× Gold ·                                                              | 30.000   |

### I Don’t Wanna Wait
| Land/Region                  | Auszeichnungen für Musikverkäufe (Land/Region, Auszeichnung, Verkäufe) | Verkäufe  |
| ---------------------------- | ---------------------------------------------------------------------- | --------- |
| Australien (ARIA)            | Platin                                                                 | 70.000    |
| Belgien (BRMA)               | Platin                                                                 | 40.000    |
| Dänemark (IFPI)              | Platin                                                                 | 90.000    |
| Deutschland (BVMI)           | Gold                                                                   | 300.000   |
| Frankreich (SNEP)            | Diamant                                                                | 333.333   |
| Griechenland (IFPI)          | Gold                                                                   | 10.000    |
| Italien (FIMI)               | Gold                                                                   | 50.000    |
| Kanada (MC)                  | Platin                                                                 | 80.000    |
| Österreich (IFPI)            | Platin                                                                 | 30.000    |
| Polen (ZPAV)                 | 2× Platin                                                              | 100.000   |
| Portugal (AFP)               | Gold                                                                   | 5.000     |
| Schweiz (IFPI)               | Gold                                                                   | 15.000    |
| Spanien (Promusicae)         | Platin                                                                 | 60.000    |
| Vereinigtes Königreich (BPI) | Platin                                                                 | 600.000   |
| Insgesamt                    | 5× Gold · 9× Platin · 1× Diamant ·                                     | 1.783.333 |

### Cry Baby
| Land/Region                  | Auszeichnungen für Musikverkäufe (Land/Region, Auszeichnung, Verkäufe) | Verkäufe |
| ---------------------------- | ---------------------------------------------------------------------- | -------- |
| Vereinigtes Königreich (BPI) | Silber                                                                 | 200.000  |
| Insgesamt                    | 1× Silber ·                                                            | 200.000  |

### Let’s Go
| Land/Region       | Auszeichnungen für Musikverkäufe (Land/Region, Auszeichnung, Verkäufe) | Verkäufe |
| ----------------- | ---------------------------------------------------------------------- | -------- |
| Frankreich (SNEP) | Platin                                                                 | 200.000  |
| Insgesamt         | 1× Platin ·                                                            | 200.000  |

### Forever Young
| Land/Region       | Auszeichnungen für Musikverkäufe (Land/Region, Auszeichnung, Verkäufe) | Verkäufe |
| ----------------- | ---------------------------------------------------------------------- | -------- |
| Frankreich (SNEP) | Platin                                                                 | 200.000  |
| Schweiz (IFPI)    | Gold                                                                   | 15.000   |
| Insgesamt         | 1× Gold · 1× Platin ·                                                  | 215.000  |

### Beautiful People
| Land/Region       | Auszeichnungen für Musikverkäufe (Land/Region, Auszeichnung, Verkäufe) | Verkäufe |
| ----------------- | ---------------------------------------------------------------------- | -------- |
| Frankreich (SNEP) | Gold                                                                   | 100.000  |
| Insgesamt         | 1× Gold ·                                                              | 100.000  |

## Auszeichnungen nach Liedern

### Little Bad Girl (Instrumental Edit)
| Land/Region       | Auszeichnungen für Musikverkäufe (Land/Region, Auszeichnung, Verkäufe) | Verkäufe |
| ----------------- | ---------------------------------------------------------------------- | -------- |
| Frankreich (SNEP) | Gold                                                                   | 100.000  |
| Insgesamt         | 1× Gold ·                                                              | 100.000  |

### Listen
| Land/Region    | Auszeichnungen für Musikverkäufe (Land/Region, Auszeichnung, Verkäufe) | Verkäufe |
| -------------- | ---------------------------------------------------------------------- | -------- |
| Italien (FIMI) | Gold                                                                   | 25.000   |
| Insgesamt      | 1× Gold ·                                                              | 25.000   |

### Vibra
| Land/Region          | Auszeichnungen für Musikverkäufe (Land/Region, Auszeichnung, Verkäufe) | Verkäufe |
| -------------------- | ---------------------------------------------------------------------- | -------- |
| Spanien (Promusicae) | Gold                                                                   | 30.000   |
| Insgesamt            | 1× Gold ·                                                              | 30.000   |

## Auszeichnungen nach Autorenbeteiligungen

### I Gotta Feeling(The Black Eyed Peas)
| Land/Region                  | Auszeichnungen für Musikverkäufe (Land/Region, Auszeichnung, Verkäufe) | Verkäufe   |
| ---------------------------- | ---------------------------------------------------------------------- | ---------- |
| Australien (ARIA)            | 13× Platin                                                             | 910.000    |
| Belgien (BRMA)               | 2× Platin                                                              | 60.000     |
| Brasilien (PMB)              | Diamant                                                                | 250.000    |
| Dänemark (IFPI)              | 2× Platin                                                              | 180.000    |
| Deutschland (BVMI)           | 2× Platin                                                              | 1.200.000  |
| Frankreich (SNEP)            | Platin                                                                 | 414.000    |
| Italien (FIMI)               | 3× Platin                                                              | 210.000    |
| Japan (RIAJ)                 | Gold (Mobile Downloads) · + Platin (Digital)                           | 350.000    |
| Kanada (MC)                  | Diamant                                                                | 400.000    |
| Neuseeland (RMNZ)            | 6× Platin                                                              | 180.000    |
| Schweden (IFPI)              | Platin                                                                 | 40.000     |
| Schweiz (IFPI)               | 2× Platin                                                              | 60.000     |
| Spanien (Promusicae)         | 3× Platin                                                              | 120.000    |
| Südkorea (KMCA)              | —                                                                      | 121.684    |
| Vereinigte Staaten (RIAA)    | Diamant                                                                | 10.000.000 |
| Vereinigtes Königreich (BPI) | 5× Platin                                                              | 3.000.000  |
| Insgesamt                    | 1× Gold · 41× Platin · 3× Diamant ·                                    | 17.495.684 |

### Rock That Body(The Black Eyed Peas)
| Land/Region                  | Auszeichnungen für Musikverkäufe (Land/Region, Auszeichnung, Verkäufe) | Verkäufe |
| ---------------------------- | ---------------------------------------------------------------------- | -------- |
| Australien (ARIA)            | Platin                                                                 | 70.000   |
| Brasilien (PMB)              | Gold                                                                   | 30.000   |
| Frankreich (SNEP)            | —                                                                      | 74.600   |
| Italien (FIMI)               | Gold                                                                   | 15.000   |
| Kanada (MC)                  | Gold                                                                   | 40.000   |
| Neuseeland (RMNZ)            | Gold                                                                   | 7.500    |
| Vereinigtes Königreich (BPI) | Silber                                                                 | 200.000  |
| Insgesamt                    | 1× Silber · 4× Gold · 1× Platin ·                                      | 437.100  |

### Acapella (Kelis)
| Land/Region                  | Auszeichnungen für Musikverkäufe (Land/Region, Auszeichnung, Verkäufe) | Verkäufe |
| ---------------------------- | ---------------------------------------------------------------------- | -------- |
| Vereinigtes Königreich (BPI) | Silber                                                                 | 200.000  |
| Insgesamt                    | 1× Silber ·                                                            | 200.000  |

### Don’t Wake Me Up(Chris Brown)
| Land/Region                  | Auszeichnungen für Musikverkäufe (Land/Region, Auszeichnung, Verkäufe) | Verkäufe  |
| ---------------------------- | ---------------------------------------------------------------------- | --------- |
| Australien (ARIA)            | 4× Platin                                                              | 280.000   |
| Belgien (BRMA)               | Gold                                                                   | 15.000    |
| Dänemark (IFPI)              | Gold                                                                   | 15.000    |
| Deutschland (BVMI)           | Gold                                                                   | 150.000   |
| Frankreich (SNEP)            | —                                                                      | 58.900    |
| Japan (RIAJ)                 | Gold                                                                   | 100.000   |
| Mexiko (AMPROFON)            | Gold                                                                   | 30.000    |
| Neuseeland (RMNZ)            | Platin                                                                 | 15.000    |
| Österreich (IFPI)            | Gold                                                                   | 15.000    |
| Schweden (IFPI)              | Platin                                                                 | 40.000    |
| Vereinigte Staaten (RIAA)    | 2× Platin                                                              | 2.000.000 |
| Vereinigtes Königreich (BPI) | Platin                                                                 | 600.000   |
| Insgesamt                    | 6× Gold · 9× Platin ·                                                  | 3.318.900 |

### One Last Time (Ariana Grande)
| Land/Region                  | Auszeichnungen für Musikverkäufe (Land/Region, Auszeichnung, Verkäufe) | Verkäufe  |
| ---------------------------- | ---------------------------------------------------------------------- | --------- |
| Australien (ARIA)            | 6× Platin                                                              | 420.000   |
| Belgien (BRMA)               | Gold                                                                   | 15.000    |
| Brasilien (PMB)              | Diamant                                                                | 250.000   |
| Dänemark (IFPI)              | 2× Platin                                                              | 180.000   |
| Deutschland (BVMI)           | Gold                                                                   | 200.000   |
| Frankreich (SNEP)            | Gold                                                                   | 75.000    |
| Italien (FIMI)               | 3× Platin                                                              | 150.000   |
| Japan (RIAJ)                 | Gold                                                                   | 100.000   |
| Kanada (MC)                  | 5× Platin                                                              | 400.000   |
| Neuseeland (RMNZ)            | 3× Platin                                                              | 90.000    |
| Norwegen (IFPI)              | 3× Platin                                                              | 180.000   |
| Österreich (IFPI)            | Platin                                                                 | 30.000    |
| Polen (ZPAV)                 | 2× Platin                                                              | 40.000    |
| Portugal (AFP)               | Gold                                                                   | 5.000     |
| Schweden (IFPI)              | 3× Platin                                                              | 240.000   |
| Schweiz (IFPI)               | Gold                                                                   | 15.000    |
| Spanien (Promusicae)         | Platin                                                                 | 60.000    |
| Ungarn (MAHASZ)              | Gold                                                                   | 2.000     |
| Vereinigte Staaten (RIAA)    | 4× Platin                                                              | 4.000.000 |
| Vereinigtes Königreich (BPI) | 4× Platin                                                              | 2.400.000 |
| Insgesamt                    | 7× Gold · 37× Platin · 1× Diamant ·                                    | 8.852.000 |

## Auszeichnungen nach Musikstreamings

### Sexy Bitch
| Land/Region     | Auszeichnungen für Musikverkäufe (Land/Region, Auszeichnung, Verkäufe) | Verkäufe |
| --------------- | ---------------------------------------------------------------------- | -------- |
| Dänemark (IFPI) | Gold                                                                   | 900.000  |
| Insgesamt       | 1× Gold ·                                                              | 900.000  |

### Titanium
| Land/Region     | Auszeichnungen für Musikverkäufe (Land/Region, Auszeichnung, Verkäufe) | Verkäufe  |
| --------------- | ---------------------------------------------------------------------- | --------- |
| Dänemark (IFPI) | 3× Platin                                                              | 2.700.000 |
| Insgesamt       | 3× Platin ·                                                            | 2.700.000 |

### Don’t Wake Me Up (Chris Brown)
| Land/Region     | Auszeichnungen für Musikverkäufe (Land/Region, Auszeichnung, Verkäufe) | Verkäufe  |
| --------------- | ---------------------------------------------------------------------- | --------- |
| Dänemark (IFPI) | Platin                                                                 | 1.800.000 |
| Insgesamt       | 1× Platin ·                                                            | 1.800.000 |

### Sweat
| Land/Region     | Auszeichnungen für Musikverkäufe (Land/Region, Auszeichnung, Verkäufe) | Verkäufe |
| --------------- | ---------------------------------------------------------------------- | -------- |
| Dänemark (IFPI) | Gold                                                                   | 50.000   |
| Insgesamt       | 1× Gold ·                                                              | 50.000   |

### Where Them Girls At
| Land/Region     | Auszeichnungen für Musikverkäufe (Land/Region, Auszeichnung, Verkäufe) | Verkäufe |
| --------------- | ---------------------------------------------------------------------- | -------- |
| Dänemark (IFPI) | Platin                                                                 | 900.000  |
| Insgesamt       | 1× Platin ·                                                            | 900.000  |

### Right Now
| Land/Region     | Auszeichnungen für Musikverkäufe (Land/Region, Auszeichnung, Verkäufe) | Verkäufe |
| --------------- | ---------------------------------------------------------------------- | -------- |
| Dänemark (IFPI) | Gold                                                                   | 900.000  |
| Insgesamt       | 1× Gold ·                                                              | 900.000  |

### Turn Me On
| Land/Region     | Auszeichnungen für Musikverkäufe (Land/Region, Auszeichnung, Verkäufe) | Verkäufe |
| --------------- | ---------------------------------------------------------------------- | -------- |
| Dänemark (IFPI) | Platin                                                                 | 900.000  |
| Insgesamt       | 1× Platin ·                                                            | 900.000  |

### Play Hard
| Land/Region          | Auszeichnungen für Musikverkäufe (Land/Region, Auszeichnung, Verkäufe) | Verkäufe  |
| -------------------- | ---------------------------------------------------------------------- | --------- |
| Dänemark (IFPI)      | Platin                                                                 | 2.600.000 |
| Spanien (Promusicae) | Gold                                                                   | 4.000.000 |
| Insgesamt            | 1× Gold · 1× Platin ·                                                  | 6.600.000 |

### Shot Me Down
| Land/Region          | Auszeichnungen für Musikverkäufe (Land/Region, Auszeichnung, Verkäufe) | Verkäufe  |
| -------------------- | ---------------------------------------------------------------------- | --------- |
| Dänemark (IFPI)      | Gold                                                                   | 1.300.000 |
| Spanien (Promusicae) | Gold                                                                   | 4.000.000 |
| Insgesamt            | 2× Gold ·                                                              | 5.300.000 |

### Bad
| Land/Region          | Auszeichnungen für Musikverkäufe (Land/Region, Auszeichnung, Verkäufe) | Verkäufe   |
| -------------------- | ---------------------------------------------------------------------- | ---------- |
| Dänemark (IFPI)      | 2× Platin                                                              | 5.200.000  |
| Spanien (Promusicae) | Platin                                                                 | 8.000.000  |
| Insgesamt            | 3× Platin ·                                                            | 13.200.000 |

### Little Bad Girl
| Land/Region     | Auszeichnungen für Musikverkäufe (Land/Region, Auszeichnung, Verkäufe) | Verkäufe |
| --------------- | ---------------------------------------------------------------------- | -------- |
| Dänemark (IFPI) | Platin                                                                 | 900.000  |
| Insgesamt       | 1× Platin ·                                                            | 900.000  |

### Lovers on the Sun
| Land/Region          | Auszeichnungen für Musikverkäufe (Land/Region, Auszeichnung, Verkäufe) | Verkäufe   |
| -------------------- | ---------------------------------------------------------------------- | ---------- |
| Dänemark (IFPI)      | Platin                                                                 | 2.600.000  |
| Spanien (Promusicae) | Platin                                                                 | 8.000.000  |
| Insgesamt            | 2× Platin ·                                                            | 10.600.000 |

### Dangerous
| Land/Region          | Auszeichnungen für Musikverkäufe (Land/Region, Auszeichnung, Verkäufe) | Verkäufe  |
| -------------------- | ---------------------------------------------------------------------- | --------- |
| Spanien (Promusicae) | Platin                                                                 | 8.000.000 |
| Insgesamt            | 1× Platin ·                                                            | 8.000.000 |

### Without You
| Land/Region     | Auszeichnungen für Musikverkäufe (Land/Region, Auszeichnung, Verkäufe) | Verkäufe  |
| --------------- | ---------------------------------------------------------------------- | --------- |
| Dänemark (IFPI) | 2× Platin                                                              | 1.800.000 |
| Insgesamt       | 2× Platin ·                                                            | 1.800.000 |

### She Wolf (Falling to Pieces)
| Land/Region     | Auszeichnungen für Musikverkäufe (Land/Region, Auszeichnung, Verkäufe) | Verkäufe  |
| --------------- | ---------------------------------------------------------------------- | --------- |
| Dänemark (IFPI) | 2× Platin                                                              | 3.600.000 |
| Insgesamt       | 2× Platin ·                                                            | 3.600.000 |

## Statistik und Quellen
| Land/RegionAuszeichnungen für Musikverkäufe (Land/Region, Auszeichnungen, Verkäufe, Quellen) | Silber       | Gold         | Platin         | Diamant       | Verkäufe    | Quellen                                                   |
| -------------------------------------------------------------------------------------------- | ------------ | ------------ | -------------- | ------------- | ----------- | --------------------------------------------------------- |
| Australien (ARIA)                                                                            | —            | 5× Gold5     | 98× Platin98   | —             | 7.035.000   | aria.com.au                                               |
| Belgien (BRMA)                                                                               | —            | 19× Gold19   | 18× Platin18   | —             | 895.000     | ultratop.be                                               |
| Brasilien (PMB)                                                                              | —            | 4× Gold4     | 12× Platin12   | 2× Diamant2   | 1.150.000   | pro-musicabr.org.br                                       |
| Dänemark (IFPI)                                                                              | —            | 18× Gold18   | 40× Platin40   | —             | 2.175.000   | ifpi.dk                                                   |
| Deutschland (BVMI)                                                                           | —            | 27× Gold27   | 27× Platin27   | —             | 14.450.000  | musikindustrie.de                                         |
| Europa (IFPI)                                                                                | —            | —            | 2× Platin2     | —             | (2.000.000) | ifpi.org (Memento vom 1. Januar 2014 im Internet Archive) |
| Finnland (IFPI)                                                                              | —            | 5× Gold5     | —              | —             | 36.071      | ifpi.fi FI2 FI3                                           |
| Frankreich (SNEP)                                                                            | Silber1      | 28× Gold28   | 15× Platin15   | 12× Diamant12 | 10.956.795  | infodisc.fr snepmusique.com                               |
| Golf-Kooperationsrat (IFPI)                                                                  | —            | —            | Platin1        | —             | 6.000       | ifpi.org                                                  |
| Griechenland (IFPI)                                                                          | —            | 2× Gold2     | 2× Platin2     | —             | 60.000      | Einzelnachweise                                           |
| Irland (IRMA)                                                                                | —            | Gold1        | Platin1        | —             | 22.500      | irishcharts.ie                                            |
| Italien (FIMI)                                                                               | —            | 17× Gold17   | 66× Platin66   | —             | 4.070.000   | fimi.it                                                   |
| Japan (RIAJ)                                                                                 | —            | 5× Gold5     | Platin1        | —             | 750.000     | riaj.or.jp                                                |
| Kanada (MC)                                                                                  | —            | 8× Gold8     | 44× Platin44   | Diamant1      | 4.200.000   | musiccanada.com                                           |
| Mexiko (AMPROFON)                                                                            | —            | 7× Gold7     | 9× Platin9     | —             | 830.000     | amprofon.com.mx                                           |
| Neuseeland (RMNZ)                                                                            | —            | 15× Gold15   | 60× Platin60   | —             | 1.635.000   | aotearoamusiccharts.co.nz NZ2 NZ3                         |
| Niederlande (NVPI)                                                                           | —            | Gold1        | 3× Platin3     | —             | 150.000     | nvpi.nl                                                   |
| Norwegen (IFPI)                                                                              | —            | 2× Gold2     | 17× Platin17   | —             | 960.000     | ifpi.no NO2                                               |
| Österreich (IFPI)                                                                            | —            | 25× Gold25   | 23× Platin23   | —             | 1.047.500   | ifpi.at                                                   |
| Polen (ZPAV)                                                                                 | —            | 9× Gold9     | 35× Platin35   | Diamant1      | 1.910.000   | olis.pl                                                   |
| Portugal (AFP)                                                                               | —            | 9× Gold9     | 12× Platin12   | —             | 175.000     | Einzelnachweise                                           |
| Russland (NFPF)                                                                              | —            | 2× Gold2     | Platin1        | —             | 40.000      | 2m-online.ru                                              |
| Schweden (IFPI)                                                                              | —            | 5× Gold5     | 32× Platin32   | —             | 1.600.000   | sverigetopplistan.se                                      |
| Schweiz (IFPI)                                                                               | —            | 12× Gold12   | 42× Platin42   | —             | 1.215.000   | hitparade.ch                                              |
| Singapur (RIAS)                                                                              | —            | 2× Gold2     | —              | —             | 10.000      | rias.org.sg                                               |
| Spanien (Promusicae)                                                                         | —            | 22× Gold22   | 41× Platin41   | —             | 2.490.000   | elportaldemusica.es ES3                                   |
| Südkorea (KMCA)                                                                              | —            | —            | —              | —             | 602.693     | Einzelnachweise                                           |
| Ungarn (MAHASZ)                                                                              | —            | 2× Gold2     | 3× Platin3     | —             | 21.000      | slagerlistak.hu                                           |
| Venezuela (APFV)                                                                             | —            | Gold1        | —              | —             | 5.000       | Einzelnachweise                                           |
| Vereinigte Staaten (RIAA)                                                                    | —            | 12× Gold12   | 34× Platin34   | Diamant1      | 52.678.000  | riaa.com                                                  |
| Vereinigtes Königreich (BPI)                                                                 | 11× Silber11 | 16× Gold16   | 63× Platin63   | —             | 43.320.000  | bpi.co.uk                                                 |
| Insgesamt                                                                                    | 10× Silber10 | 280× Gold280 | 702× Platin702 | 17× Diamant17 |             |                                                           |